# ソ連運輸省TE10形ディーゼル機関車
TE10形ディーゼル機関車（ロシア語: ТЭ10）は、ソ連運輸通信省（МПС СССР, Министерство путей сообщения СССР）が1958年から導入した、機関出力3,000馬力の電気式ディーゼル機関車。初期に製造されたTE10形に加え、2車体連結式となった2TE10形や2TE10L形、車体デザインを大幅に変更した2TE10V形、2TE10M形、2TE10U形など様々な車種が2007年まで長期に渡って製造され、総生産数は8,500両以上にも及ぶ。
この項目ではTE10形の主要車種に加え、関連する他形式のディーゼル機関車についても解説する。

## TE10形（ТЭ10）

### 製造までの経緯
1947年に最初の量産型ディーゼル機関車であるTE1形（ТЭ1）が登場して以降、鉄道需要の増加に併せてソ連ではTE2形（ТЭ2）（1,000馬力、2両編成）やTE3形（ТЭ3）（2,000馬力、2両編成）など高い出力を誇る本線用ディーゼル機関車が大量に生産されていた。だが需要の伸びは著しく、2,000馬力のTE3形でも不十分になってきた。更に各路線の電化が進むにつれて電気機関車とディーゼル機関車の性能の差が課題に挙がり始めた。
そこで1957年から、ハリコフ機関車工場でより強力な3,000馬力のディーゼルエンジンの開発が始まった。海外のディーゼルエンジンも参考に研究が行われた結果、試作機となる0D100形を経て、12気筒2シリンダーエンジンである9D100形が完成した。これを搭載した車両として1958年から製造が行われたのがTE10形である。なお、形式名は「ハリコフ機関車工場が設計した10番目の電気式（Э）ディーゼル機関車（Т）」と言う意味を持つ。

### 概要
2両編成を前提とした片運転台車体を有するTE2形やTE3形と異なり、TE10形は単機運転を前提とした両運転台の車体を有しており、終着駅での方向転換が不要であった。車体構造にはモノコック構造が用いられた。
3,000馬力のディーゼルエンジンとして開発された9D100形は、TE3形で用いられた2D100形（10気筒2シリンダー）にシリンダーを増設し、更にターボファンを搭載する事で排気ガスの圧力を1.87kg/cm2にまで高め、これを冷却機を用い80℃に冷却する事で、目標を実現した。また主電動機として307 kwのEDT-340Aが各3軸ボギー台車に3基設置されていた。
1958年から1961年にかけて26両が製造されたが、営業運転時に生じた課題に基づき1960年以降の車両についてはエンジンを1気筒ごとの出力を増やした10D100形に、主電動機も改良を加えたED-104形に変更した。それに伴い車両重量も129 tに軽量化され、燃料や砂の貯蔵量を増やすなどの設計変更が行われた。90年代初期までソ連各地の鉄道路線で使用された。

### 発展・改造形式
TE10形を基にした発展形式には、2TE10形以外に次のものが存在した。
- TEP10形（ТЭП10） - TE10形を基に設計が行われ、1961年から1968年にかけて335両が製造された旅客用ディーゼル機関車。主要機器はTE10形と同一だが重量が126tと軽くなり、設計最高速度も140km/hに向上した。なお最初に製造された2両についてはTE11形（ТЭ11）という形式名で登場した[2][4]。

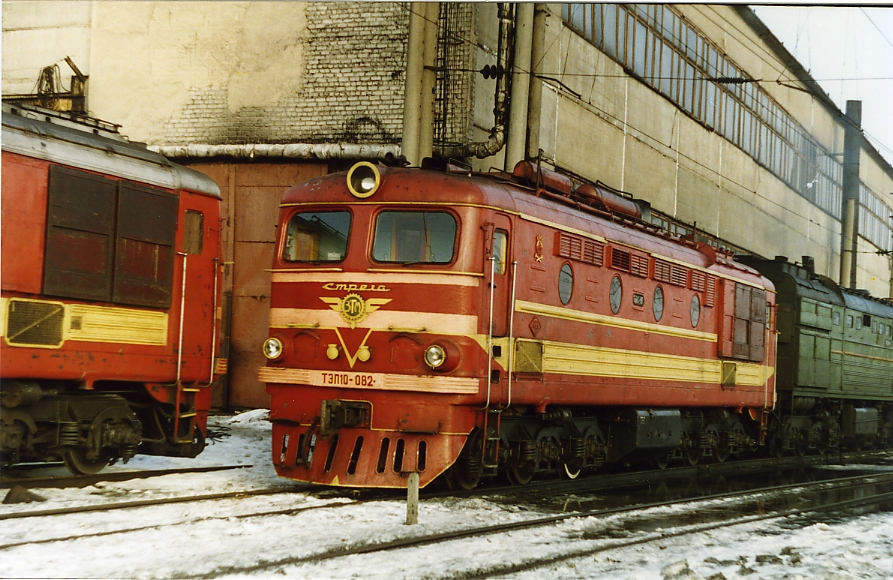
TEP10-082
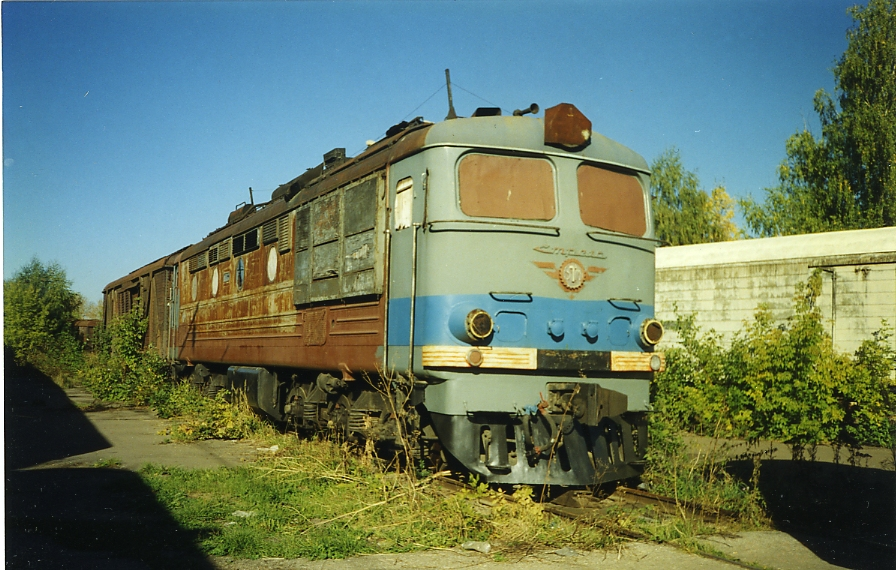
TEP10-205（廃車後）
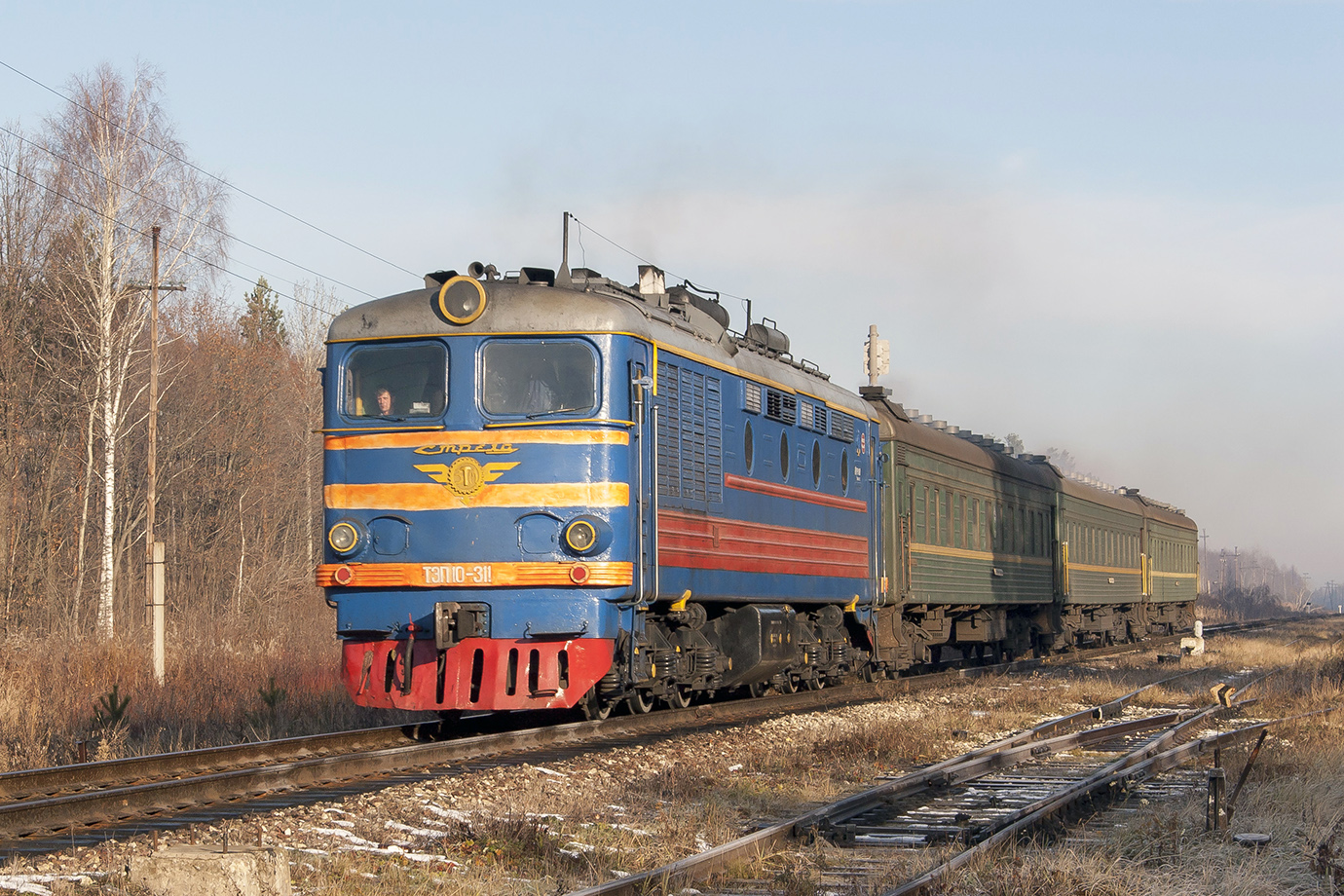
TEP10-311
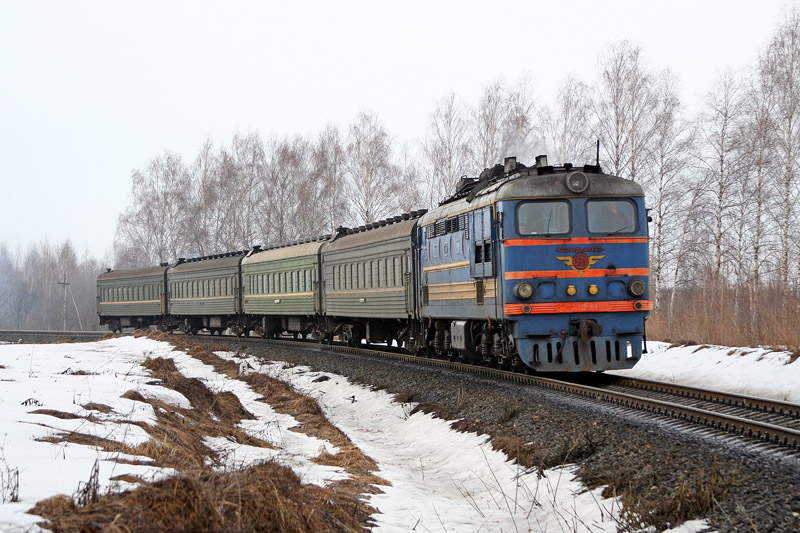
TEP10-314

## 2TE10形（2ТЭ10）

### 概要
重量級貨物列車牽引用として、TE10形を基に開発された形式。重連運転を行う事を前提としたために車体はTE2形やTE3形と同様の片運転台に変更され、連結面の貫通扉にはゴム製の幌が設置された。試作車の主要機器はTE10形と同一であったが、量産車については主電動機をEDT-104形に交換し、歯車比もより重量級列車牽引に適した数値へ変更された。
1960年に試作車が導入された後、1961年から1963年にかけて量産車の製造が行われ、それまで重量級貨物列車に使用していた3車体連結式の3TE3形に比べ安定した性能を誇り乗務員の負担減少や運用コスト減少などの効果も得られた。1980年代までソ連南部の鉄道路線を中心に使用された。

## 2TE10L形（2ТЭ10Л）

### 概要
1961年から1977年まで、ルハンスクディーゼル機関車工場で製造が実施された車種。形式名の"L"は工場名（Луганский）が由来である。
2TE10形同様に片運転台式箱型車体を有し2両編成による運用を前提としていたが、台枠の負担を軽減するためM62形ディーゼル機関車を基に構体の再設計が行われた。エンジンや主電動機についても2TE10形と同様の機器を用いたが、冷却ファンにはソ連製のディーゼル機関車で初めてとなる油圧トランスミッションが採用された。

### 発展・改造形式
2TE10L形を基にした発展形式および2TE10V形から改造された形式には以下のものが存在する。
- TEP10L形（ТЭП10Л） - 2TE10L形を基に開発された旅客用ディーゼル機関車。TEP10形と同様に歯車比を旅客列車牽引に適した数値（3.04）に変更した他、設計最高速度も140km/hに向上した一方、TEP10L形と同様の車体を有していたため運転台は片側にしかなく、終着駅で転車台などを用いた方向転換が必要となった。1963年から1967年にかけて218両が製造された[2]。
- TE3M形（ТЭ3м） - エンジンの出力が2,000馬力であるTE3形の近代化および仕様統一のため、2TE10L形と同型の車体を用いて製造された形式。2両編成1本が製造されたが量産される事はなかった。

### ギャラリー

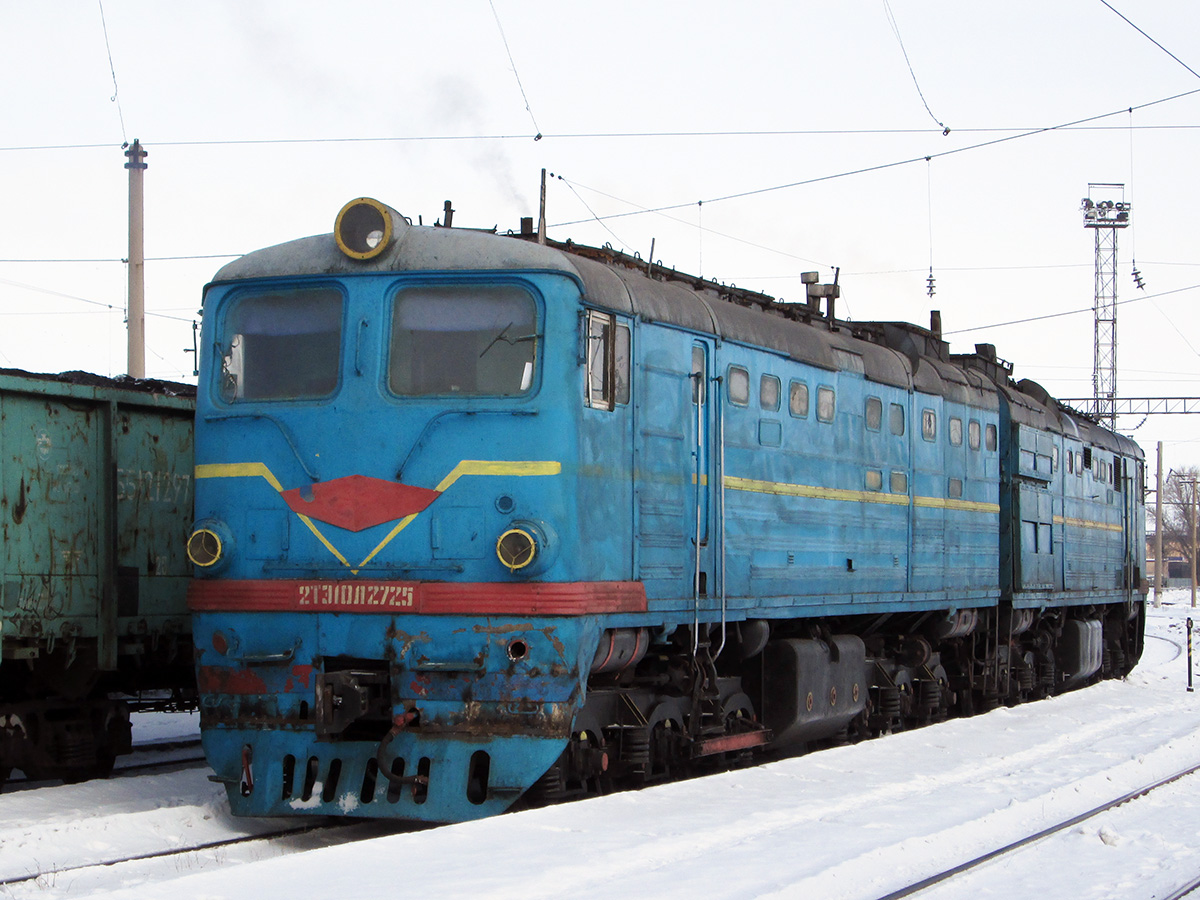
2TE10L-2725
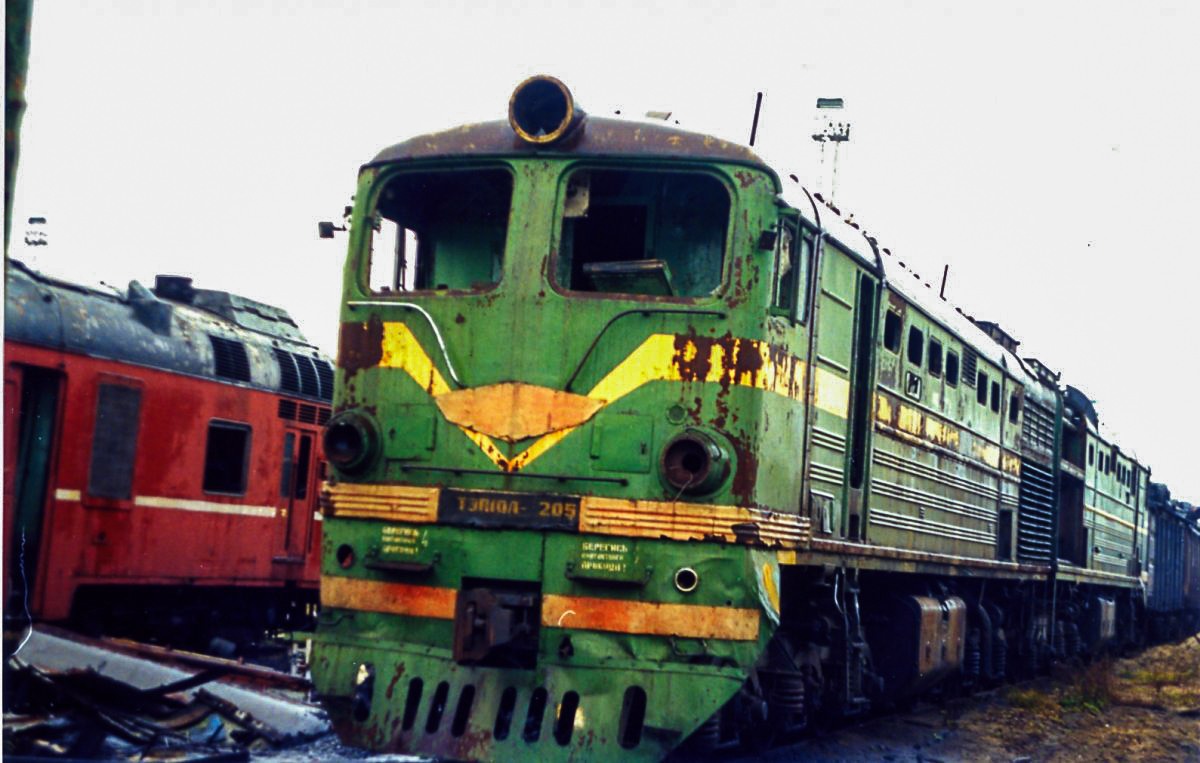
TEP10L-205
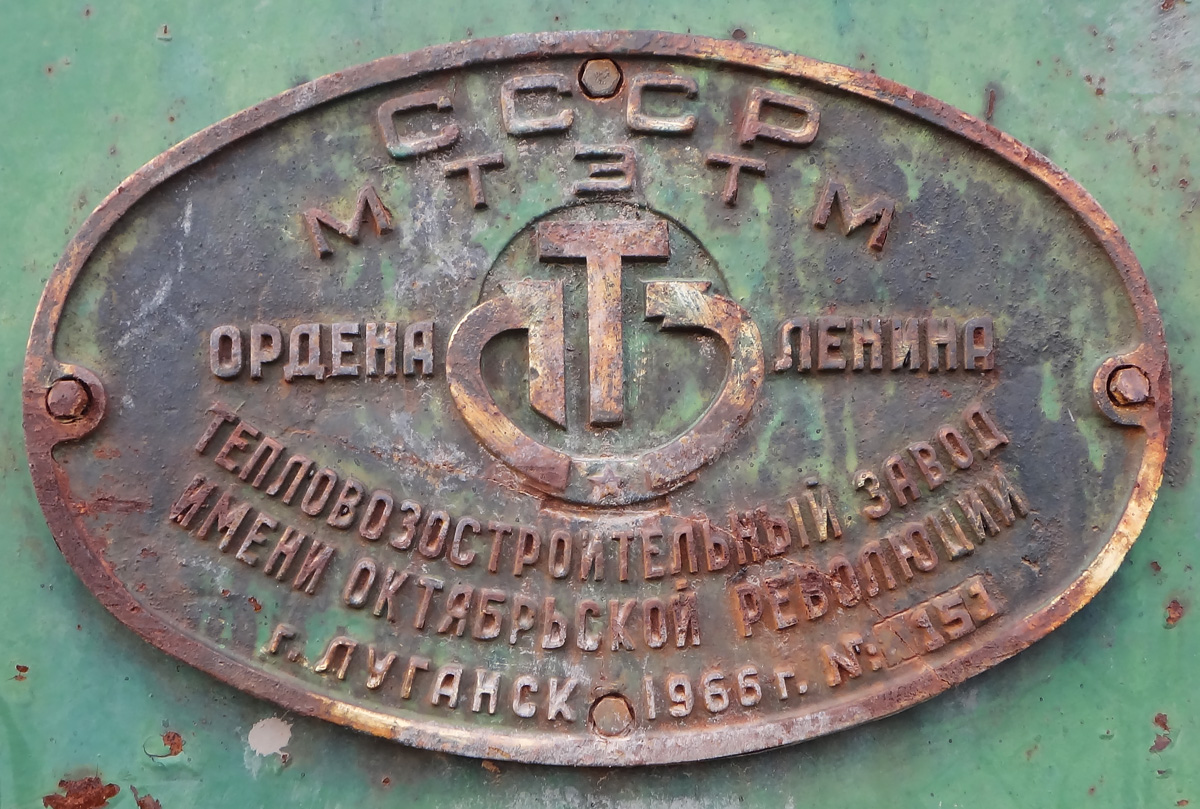
製造銘板（2TE10L-151）

## 2TE10V形（2ТЭ10В）

### 概要
1971年以降、ルハンスクディーゼル機関車工場ではソ連の経済計画に基づき最大出力6,000馬力（2両編成時）の2TE116形の製造を開始したが、一回り小型の2TE10系列の需要も高く、こちらも引き続き生産を行う事になった。そして1974年から導入が始まったのが2TE10V形である。
機器や性能は2TE10L形と同様だが車体構造が大幅に変更されており、運転台部分が2TE116形と同様角ばったデザインに変更された他、屋根も取り外して車内に設置された機器を容易に交換する事ができる構造となった。また3軸ボギー台車も新たに設計されたものが採用された。なお、2TE10V形の開発に合わせ1973年以降2TE116形の車体デザインの変更が行われた。

### 発展・改造形式
2TE10V形を基にした発展形式および2TE10V形から改造された形式には以下のものが存在する。
- 3TE10V形（3ТЭ10В） - 1977年に1両が製造された、3車体連結式のディーゼル機関車。中間に2TE10V形と同様のエンジンや発電機を持つ動力車を追加した。量産はされなかったものの、この機関車で得られた成果は後の3車体連結式のディーゼル機関車生産において活用された[13]。
- 2TE10VK形（2ТЭ10ВК） - カザフスタン鉄道と協定を結んだゼネラル・エレクトリック（GE）によって2005年以降リニューアル・延命工事が行われた形式。老朽化し関連部品の供給が困難になったエンジンをGE製の7FDL12エンジンに置き換え、直流主電動機を除く機器についてもGE製のものに交換された。これにより、運転台後部の車体の幅が運転台より狭くなっている[14][15][16]。

### ギャラリー

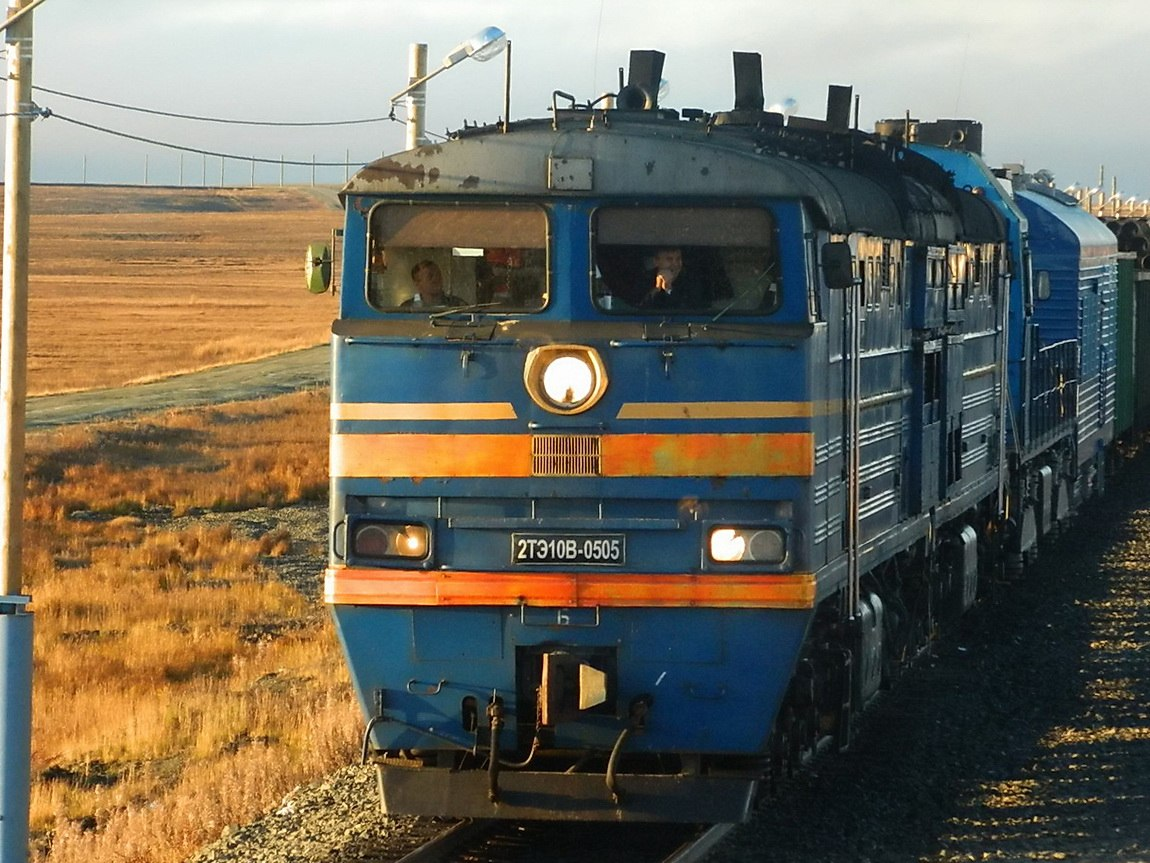
2TE10V-0505（ロシア鉄道）
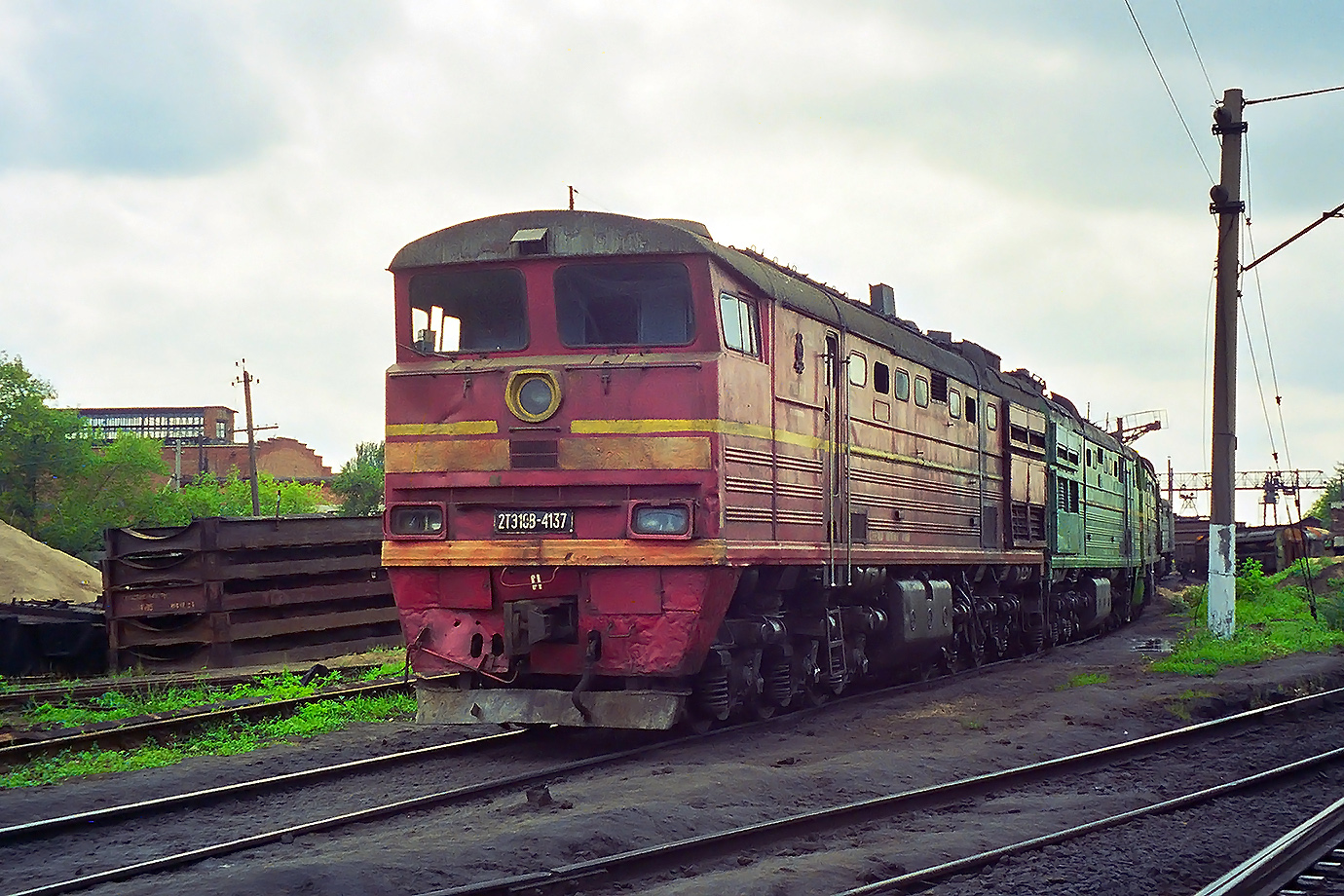
2TE10V-4137（ロシア鉄道）
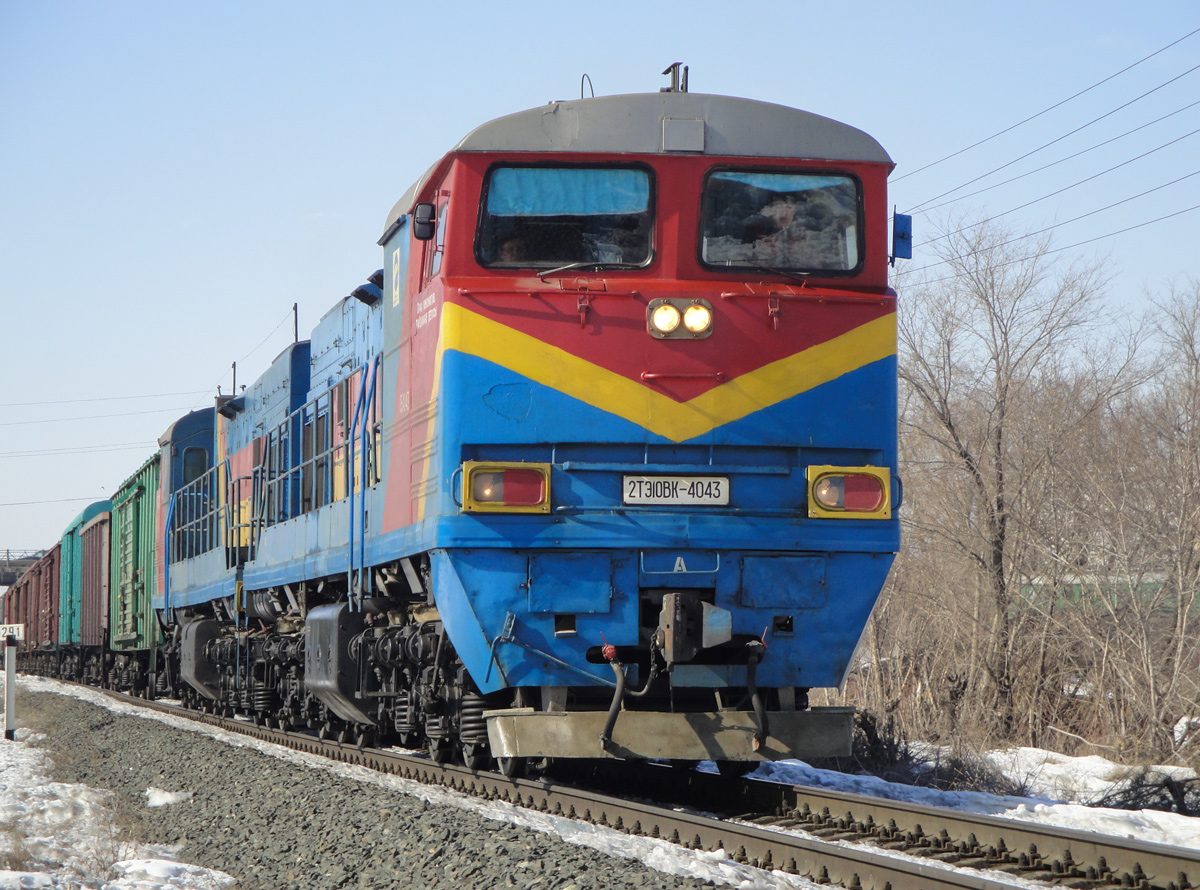
2TE10VK-4043
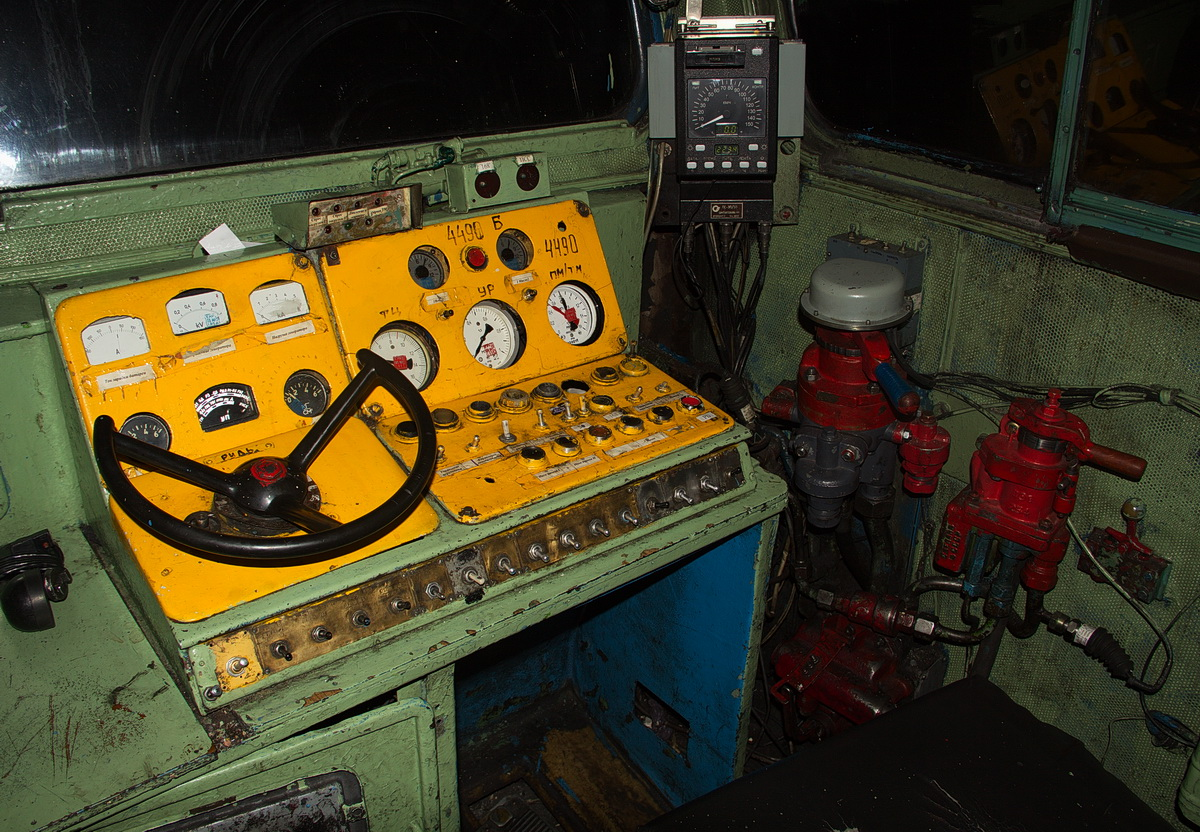
運転台（2TE10V-4490）
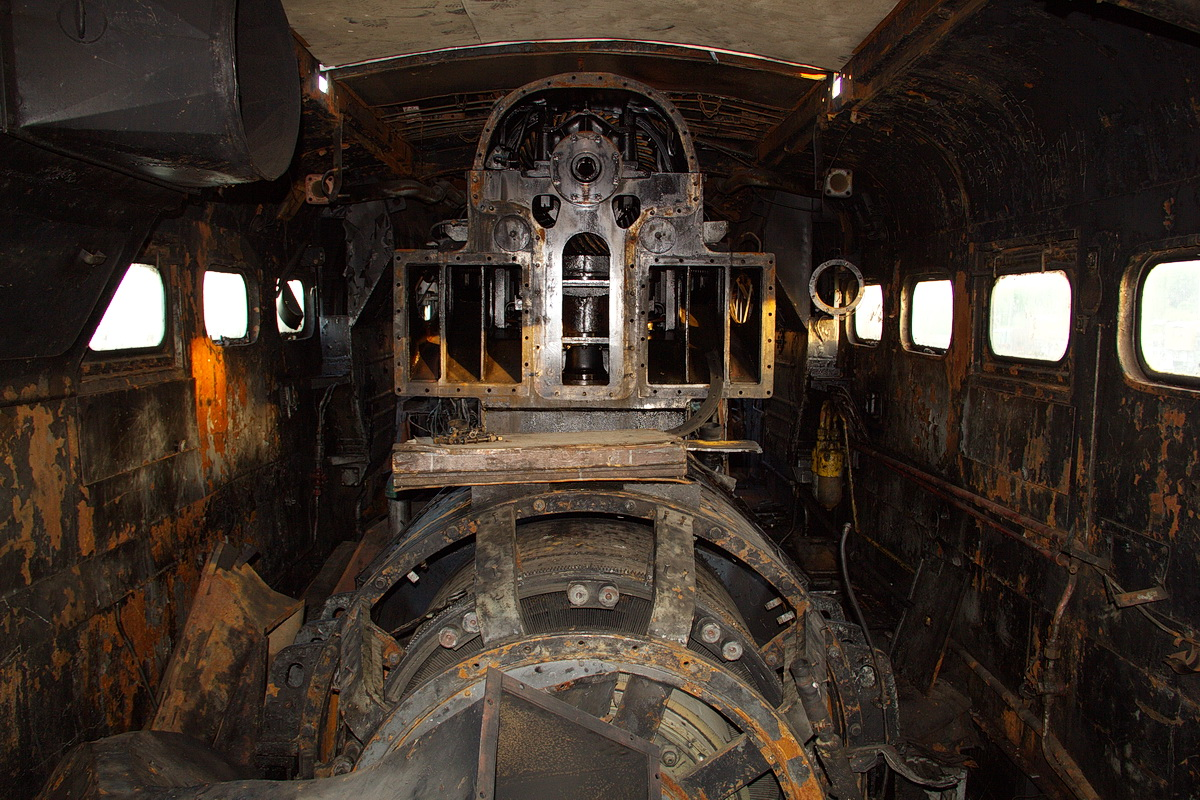
機器室（2TE10V-4327）

## 2TE10M形（2ТЭ10М）

### 概要
2TE10V形を基に主要機器や回路の近代化を行った形式。最大の特徴は総括制御の導入で、これにより先頭の機関車の運転手により後方に連結した他の機関車を一括で制御する事が可能となった。それに伴い運転台に他の機関車の状態を示す計器や運転席間の通信機器が追加された他、主回路の過電圧や過電流を保護・防止する保護装置の追加など安全性に考慮した設計が取り入れられた。

### 発展・改造形式
2TE10M形を基にした発展形式および2TE10M形から改造された形式には以下のものが存在する。
- 3TE10M形（3ТЭ10М） - 2TE10M形に動力中間車を連結した3車体連結式機関車。中間車に運転台は設置されてないが、車庫内で用いる無線操縦装置が搭載されている[1]。
- 2TE10MK形（2ТЭ10МК）、3TE10MK形（3ТЭ10МК） - 1981年以降、2TE10M形と並行して製造された形式。ディーゼルエンジンがコロムナ機関車工場で開発された5D49（5Д49）に交換された。
- 4TE10C形（4ТЭ10С）、2TE10C形（2ТЭ10С） - シベリアの厳しい環境下を走るバイカル・アムール鉄道向けに製造された形式。極寒の冬季に対応すべくエンジンルームに暖房が導入された。1983年から製造された4車体連結式の4TE10C形に加え、1988年以降は2車体連結式の2TE10C形の導入も行われた[18]。
- 2TE10G形（2ТЭ10У） - 石油採掘量の減少および採掘コストの増加に伴い、石油燃料に代わり天然ガスを使用可能な車両として開発された形式。2TE10M形と同型の2両の動力車の間に液化天然ガスの貯蔵タンクやガス供給装置、エアコンプレッサーを搭載した中間車を連結し、前後の車両へガスを供給するパイプラインの他に強制換気システム、ガス漏れ警報装置を備えていた。また、天然ガスに加えて従来の車両と同様ディーゼル燃料を用いた走行も可能であった。1988年に2両が製造されたが、ソビエト連邦の崩壊の影響によりそれ以上の研究や量産が行われる事は無かった[19][20]。
- TE10M-0884GE（ТЭ10М-0884GE） - ロシア鉄道が所有してする2TE10M形のうち、片運転台の車体1両（2TE10M-0884）をGE社の協力の元試験的に近代化を行った形式。エンジンが最大出力3,200 HPの7FDL形に交換された他、マイクロコンピュータ制御や電動機などGE製の部品が多数導入された。2003年に改造が行われ、翌2004年にロシア各地で試験運転を行い、燃料の削減など良好な結果が出た[21]。
- 2TE10MPGE形（2ТЭ10МПGE） - TE10M-0884GEの試験結果に基づき、ヤクート鉄道が所有する2TE10M形へ近代化工事を施した形式。GE製の部品を使用し、運転台後部の車体の幅が運転台より狭くなっている[22]。
- 2TE10MK形（2ТЭ10МК）（カザフスタン鉄道） - 2TE10VK形と同様、2005年以降エンジンなど主要機器をGE製のものと交換した形式。ソ連時代に製造された同一形式との関連はない[14][15][16]。
- UzTE16M形 - ウズベキスタン鉄道のタシュケント工場でリニューアル・延命工事が施された形式。前面が変更された他、ディーゼルエンジンが1A-9DG-03に交換されている。2車体連結式のUzTE16M2形、3車体連結式のUzTE16M3形が導入された[17][23]。

### ギャラリー

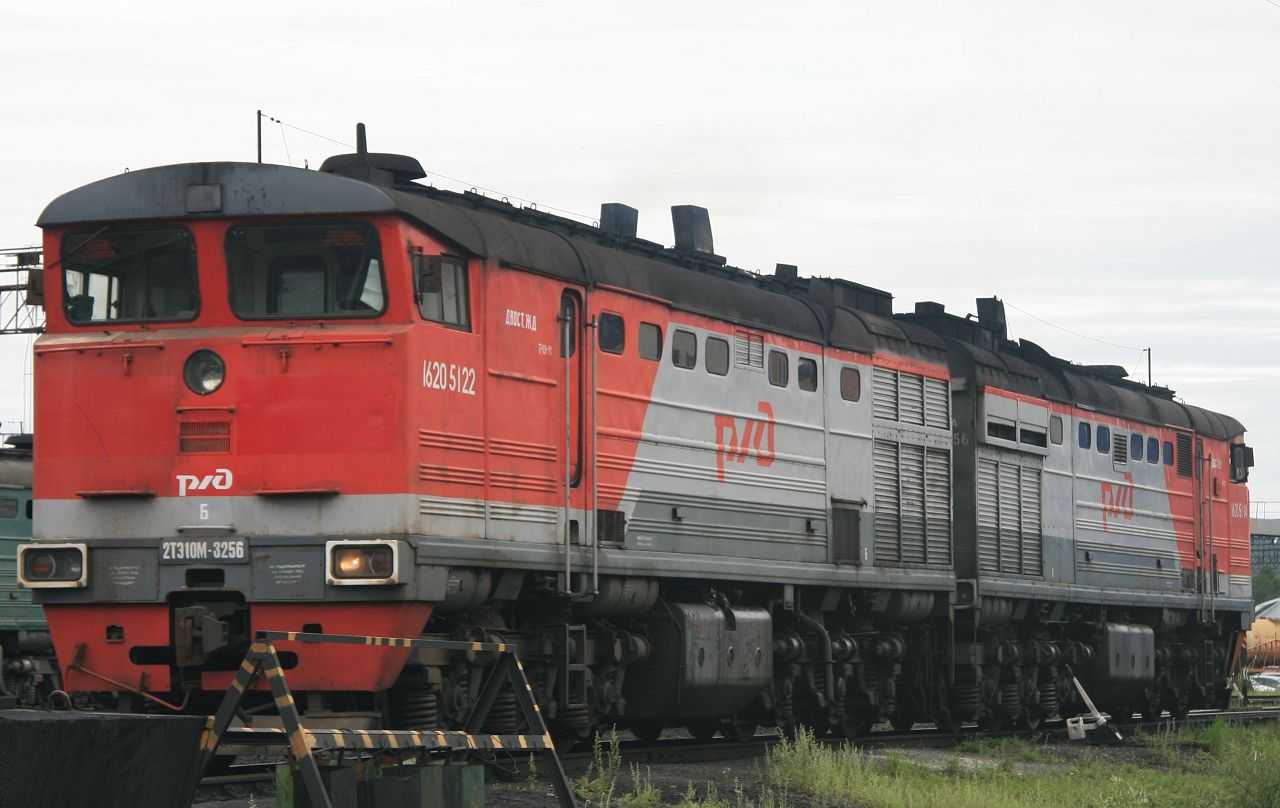
2TE10M-3256（ロシア鉄道）
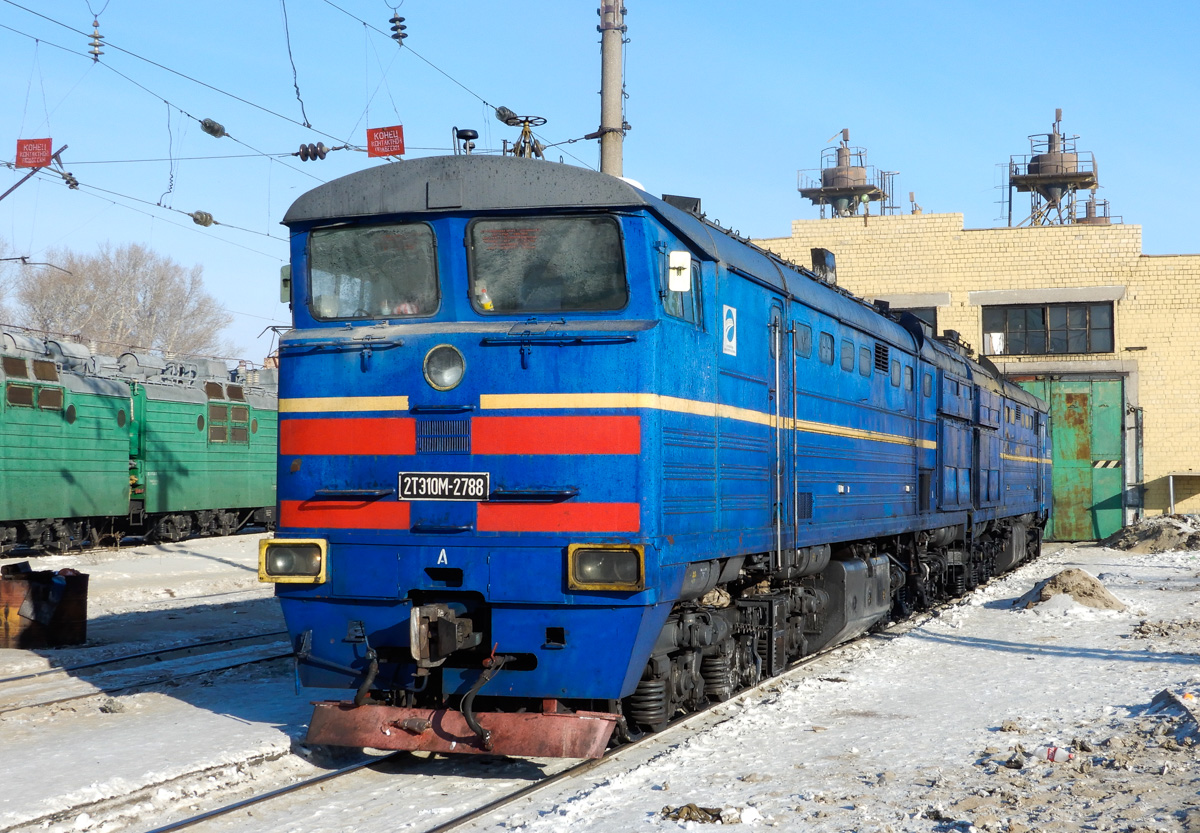
2TE10M-2788（カザフスタン鉄道）
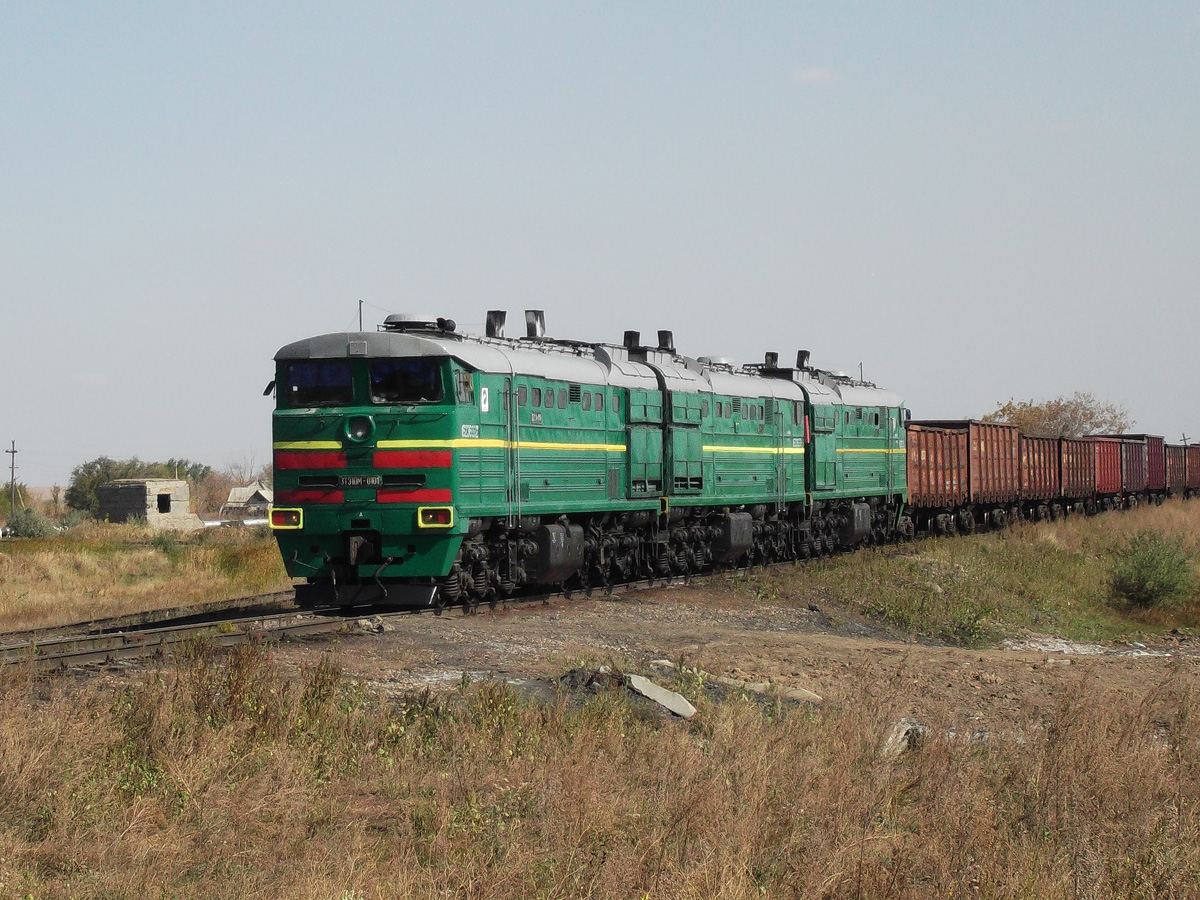
3TE10M-0101（ロシア鉄道）
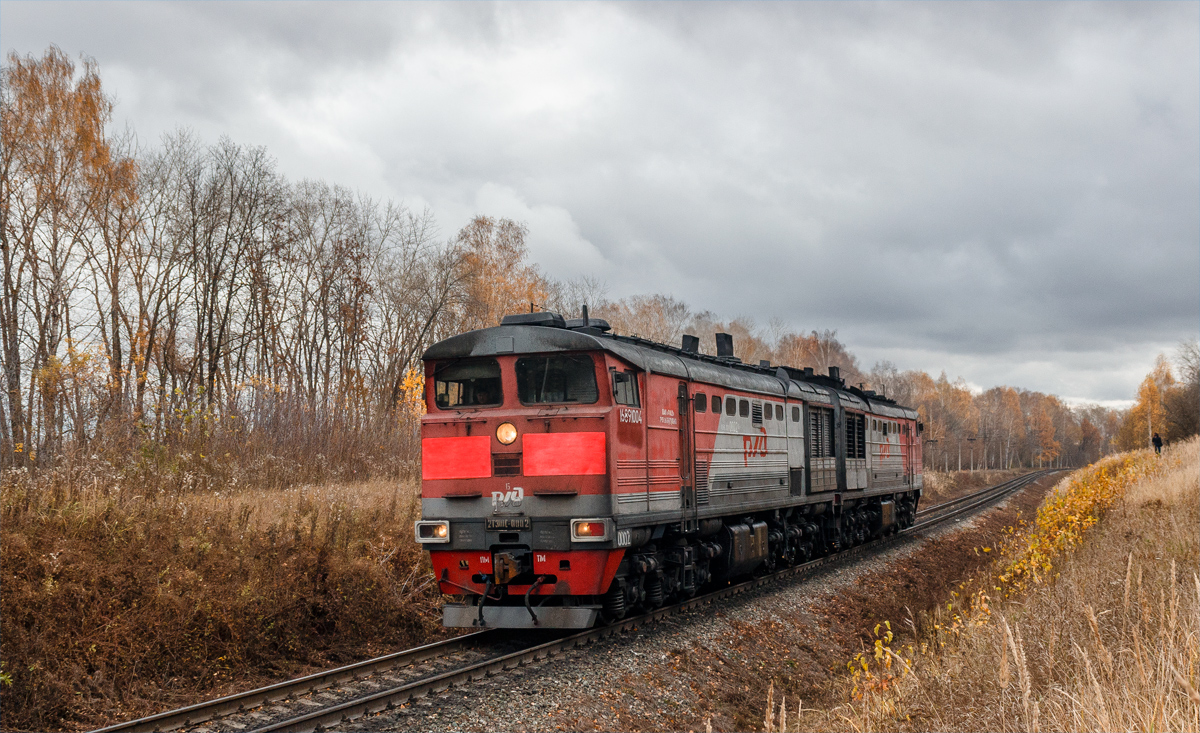
4TE10C-0019（動画）（ロシア鉄道）
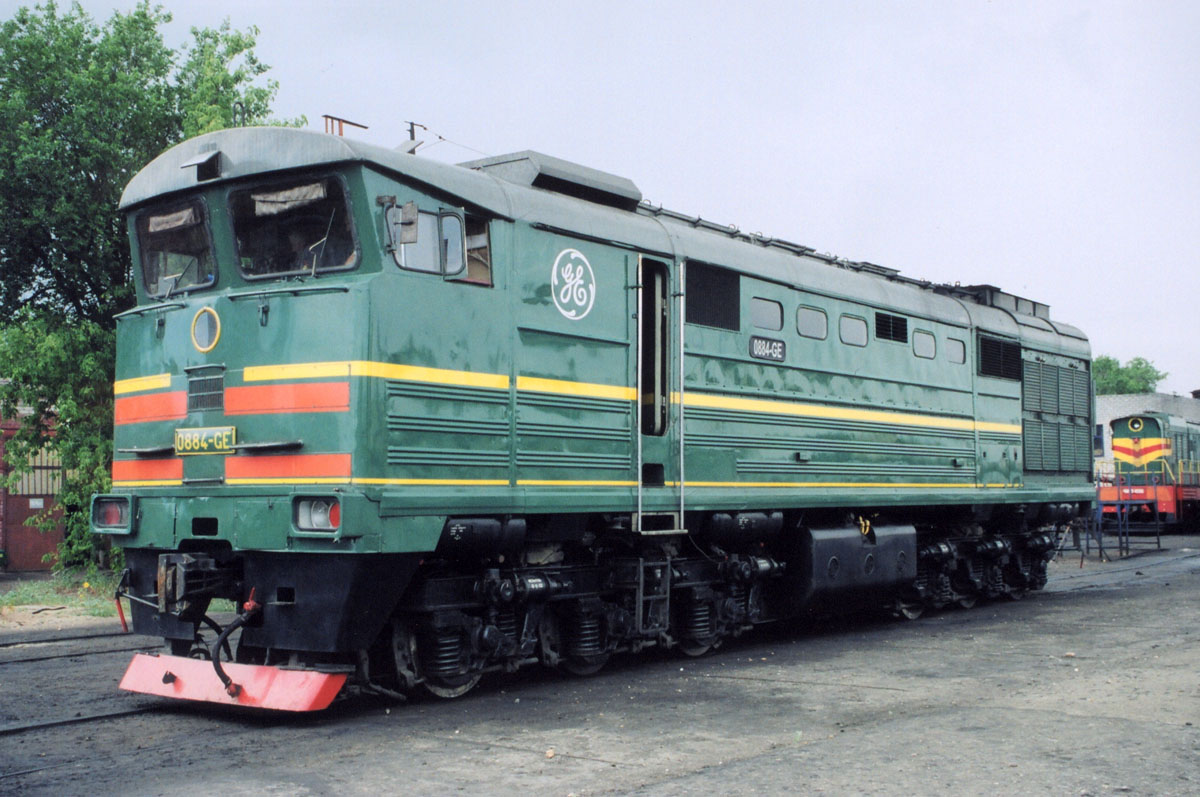
2TE10C-0002（ロシア鉄道）
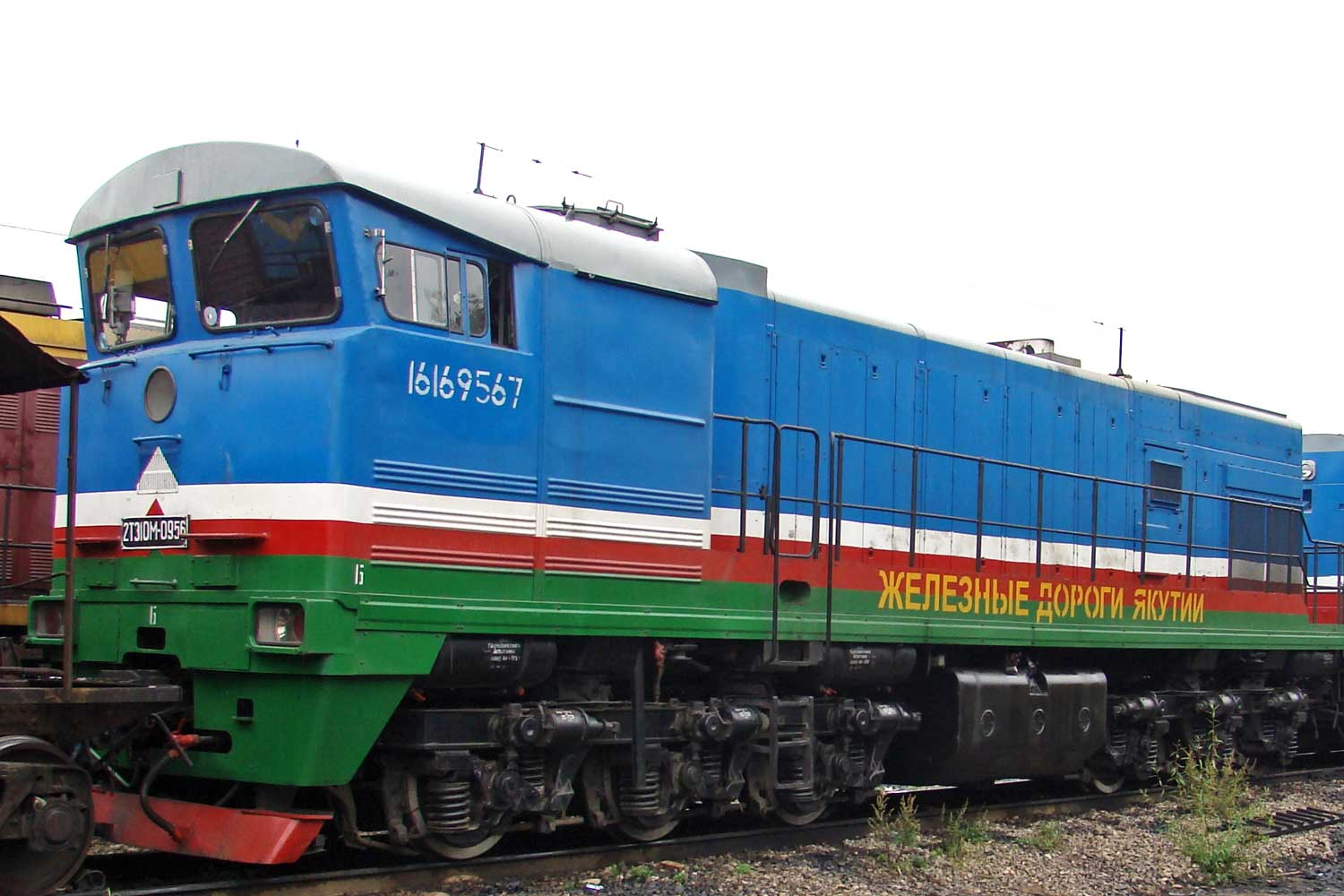
TE10M-0884GE（ロシア鉄道）
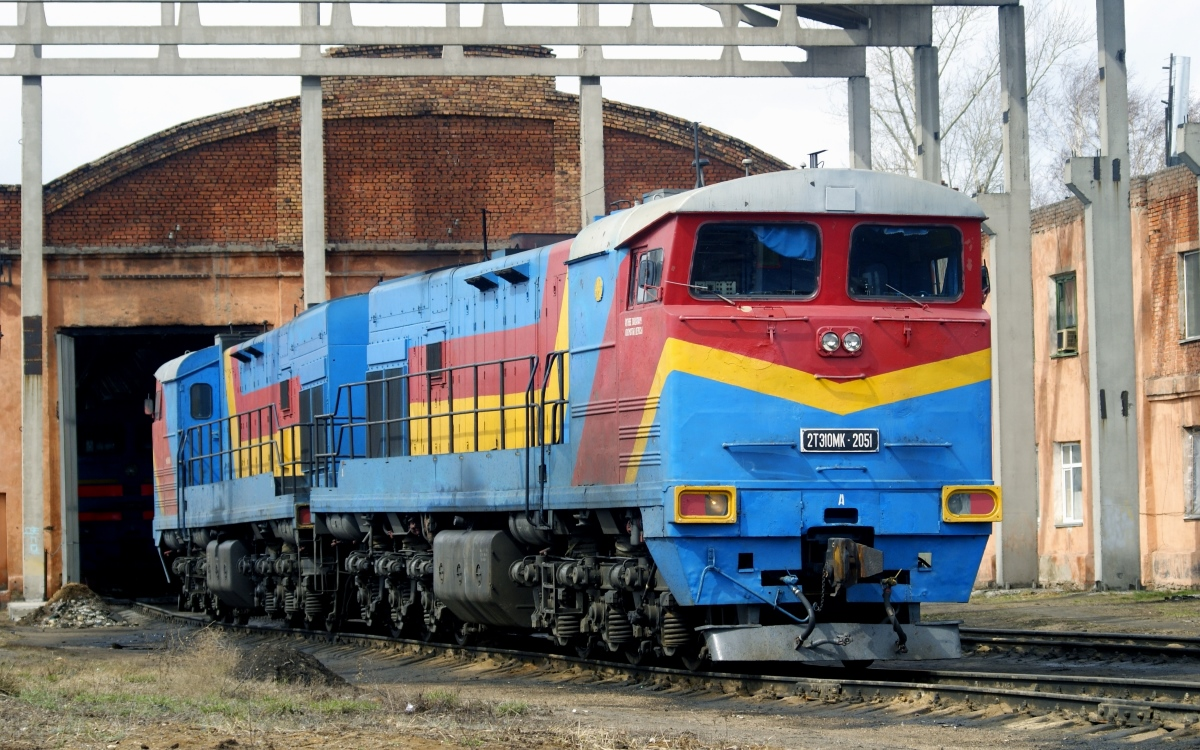
2TE10MPGE形（ヤクート鉄道）
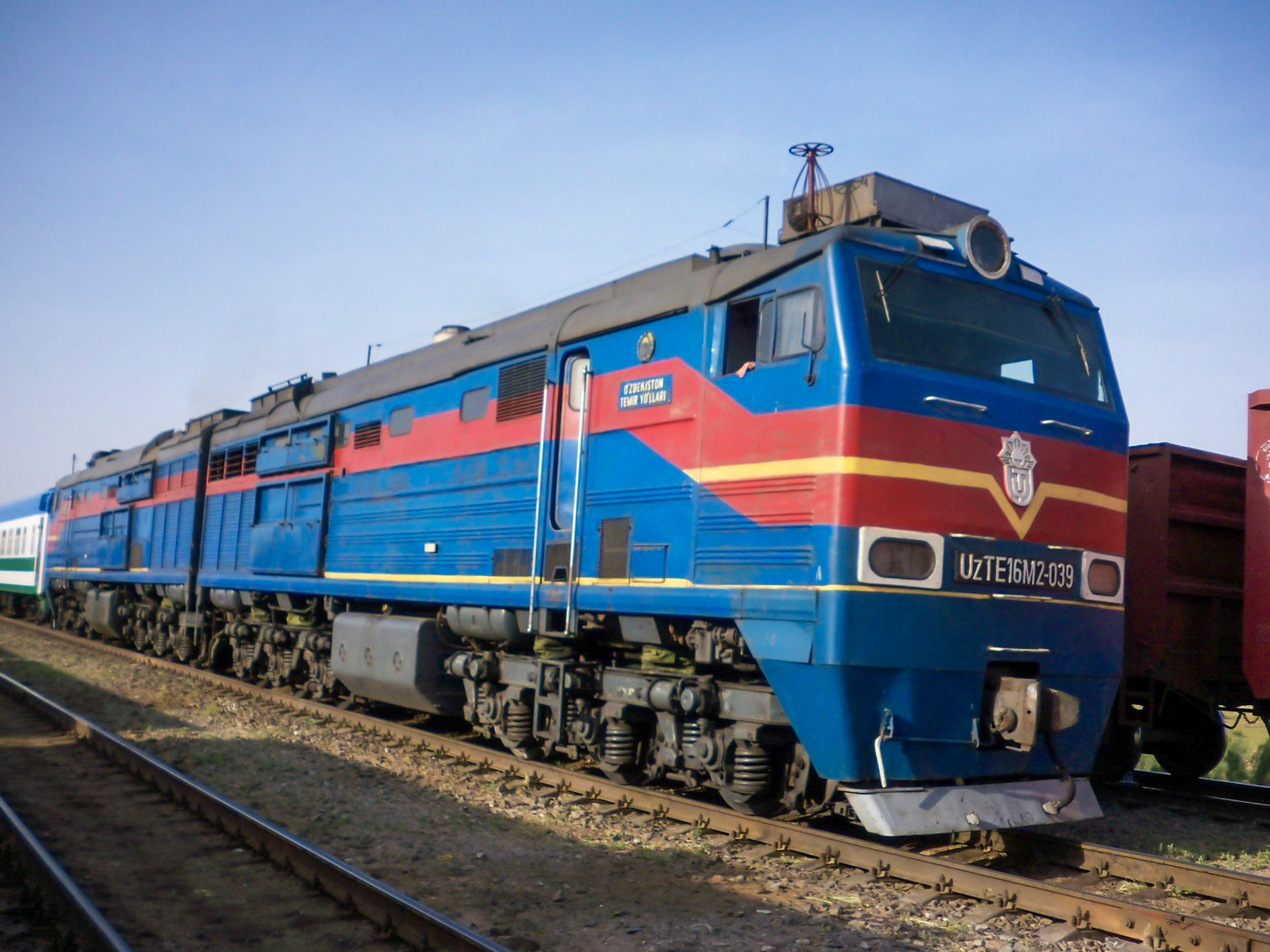
2TE10MK-2051（カザフスタン鉄道）
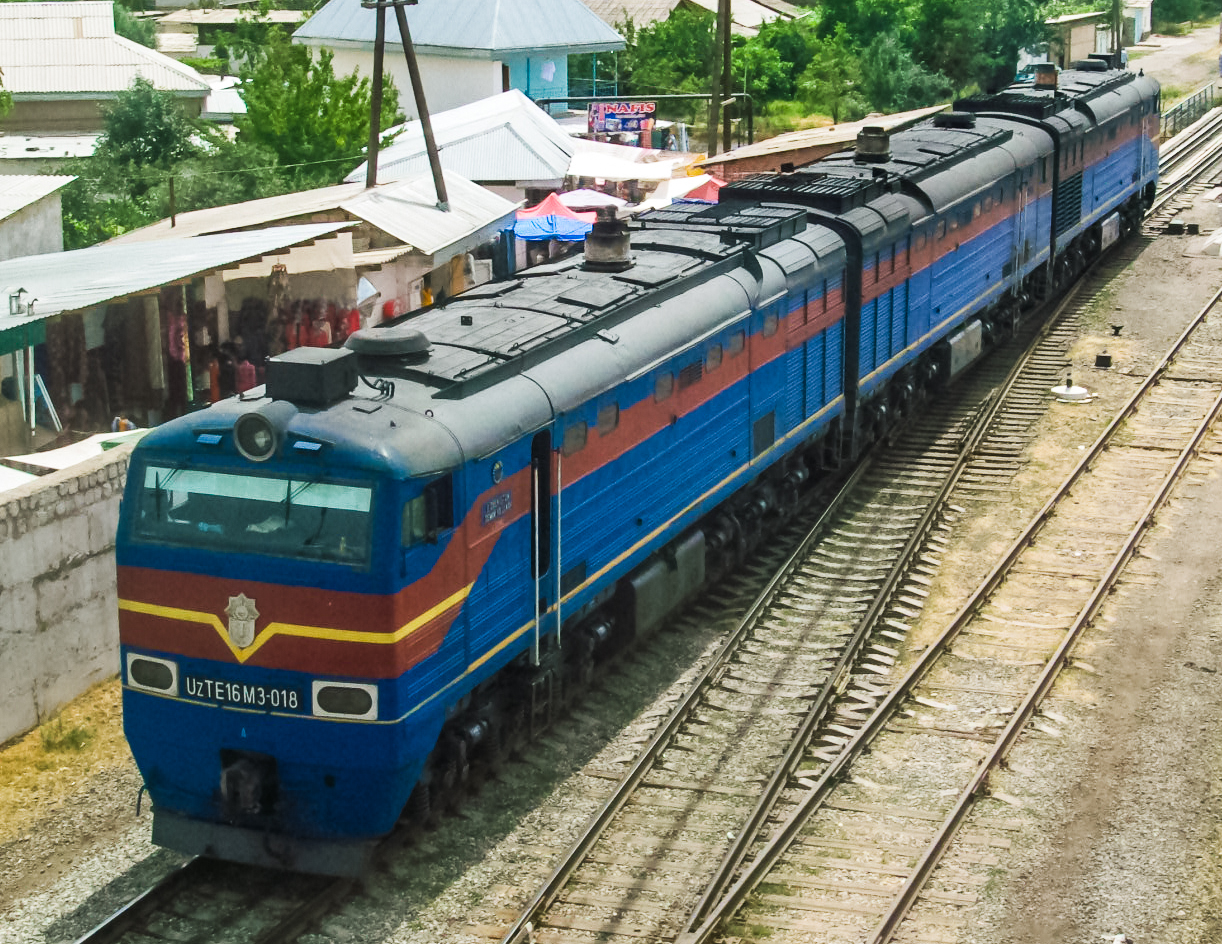
UzTE16M2-039（ウズベキスタン鉄道）
- UzTE16M3-018（ウズベキスタン鉄道）

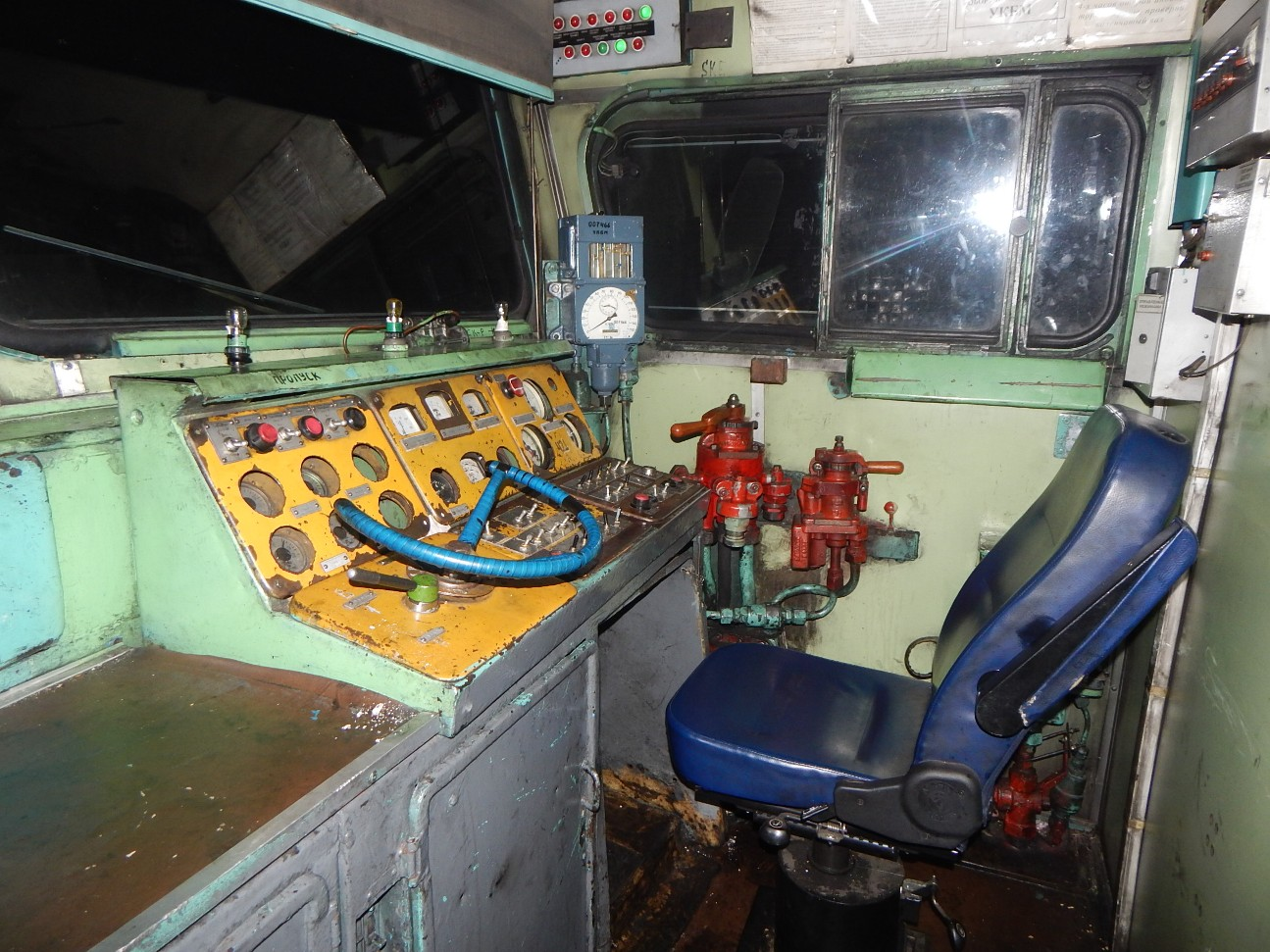
運転台（2TE10M-0421）
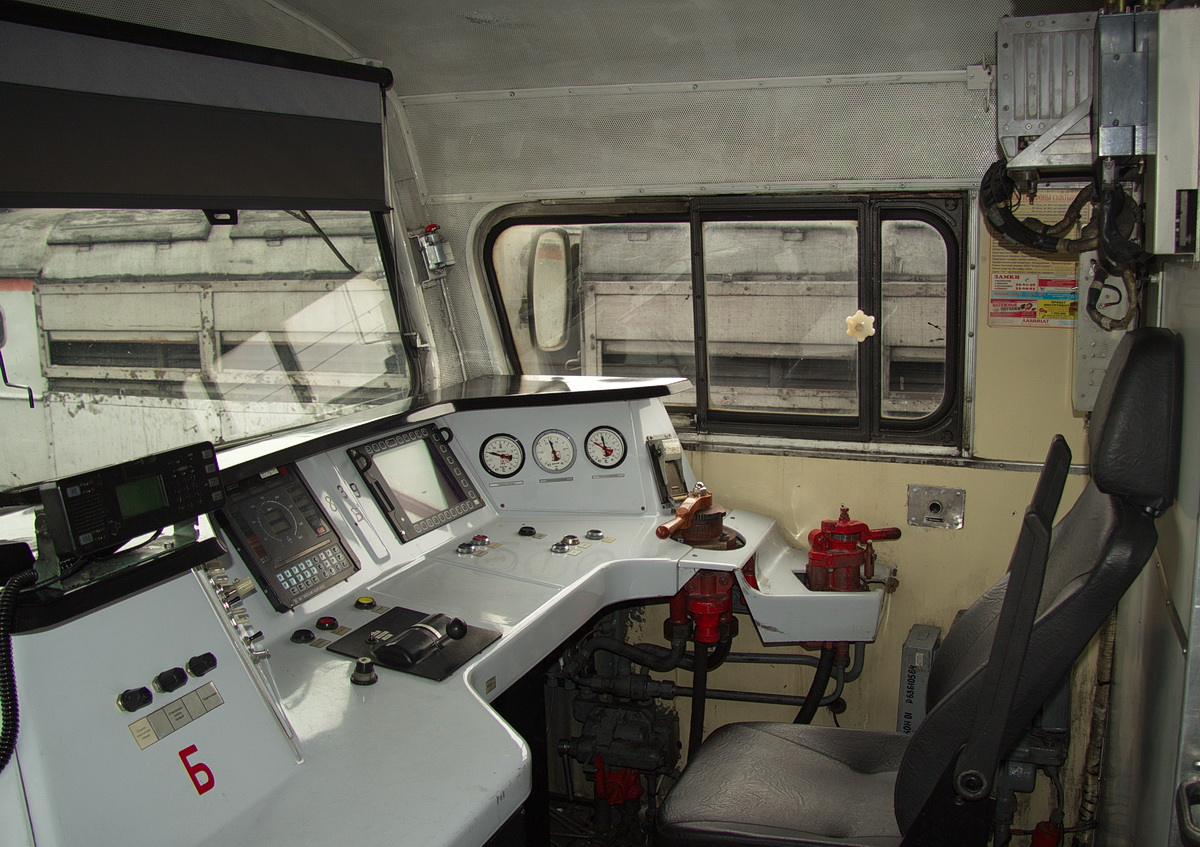
運転台（2TE10MK-0839）
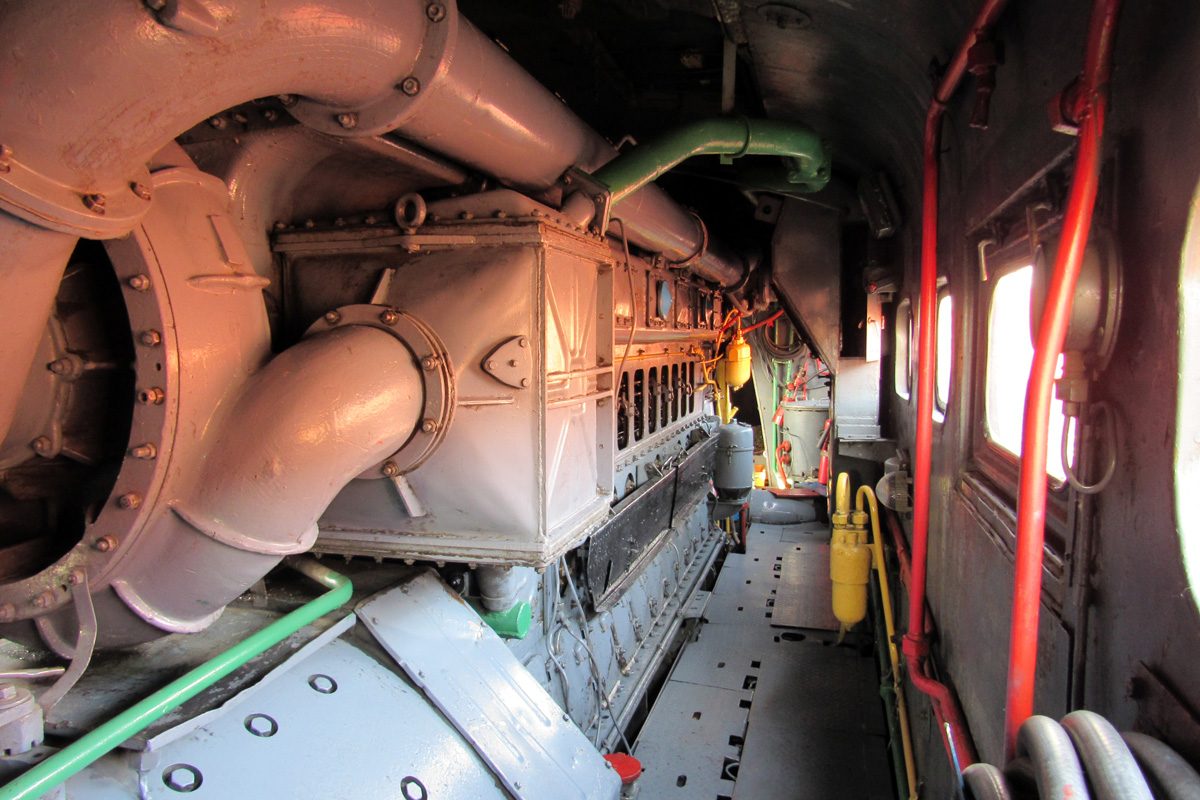
機器室（2TE10M-0699）
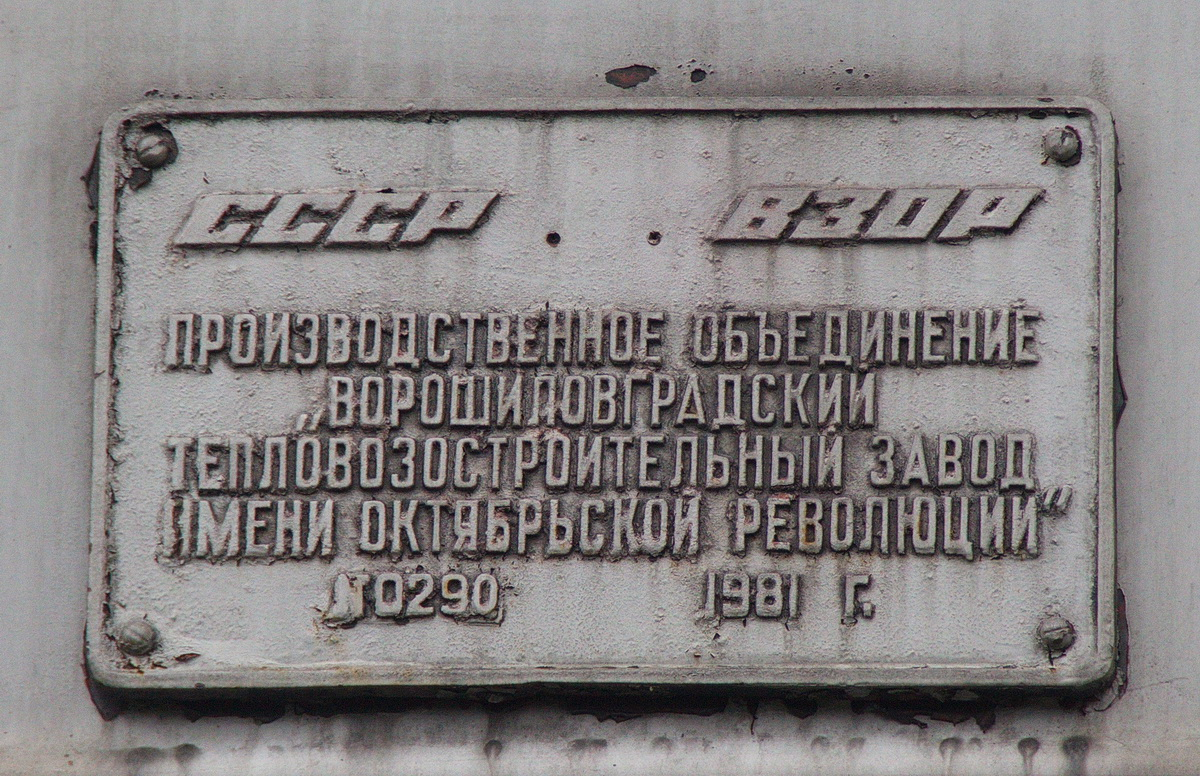
製造銘板（2TE10M-0290）
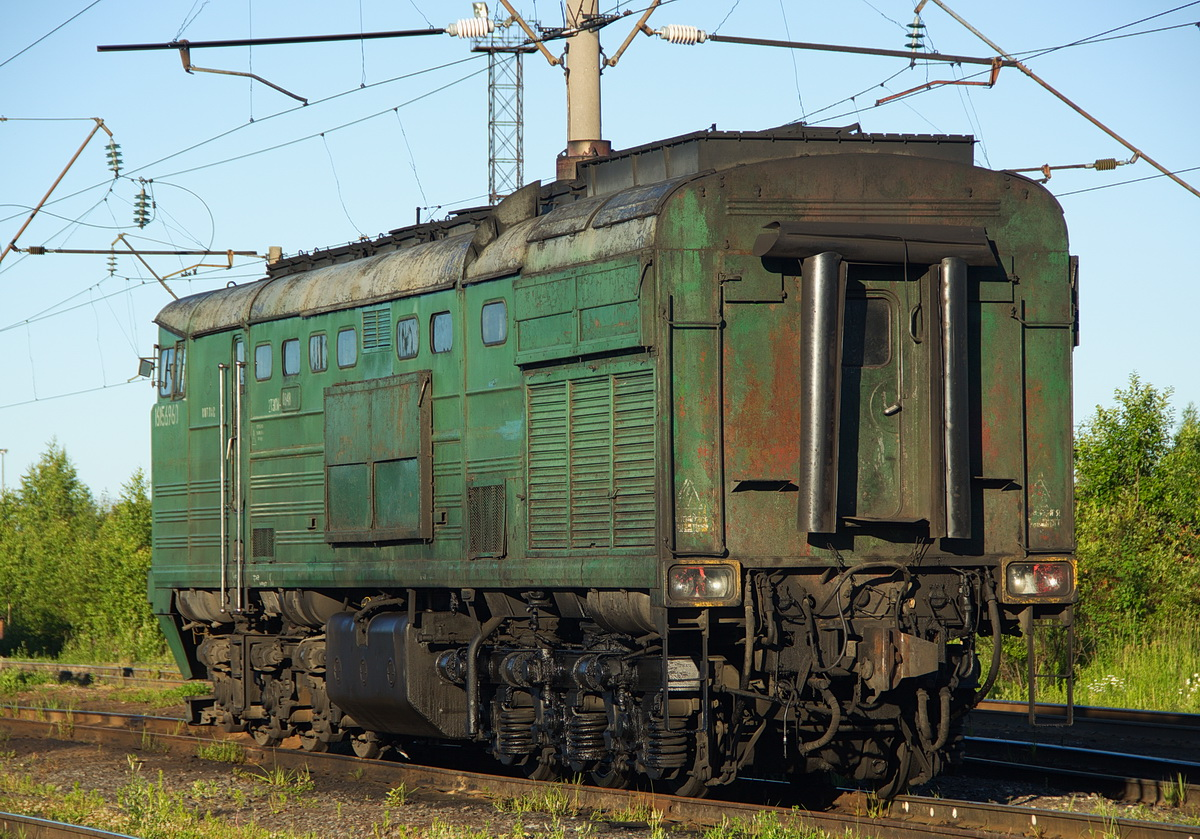
2TE10MK形の連結面（2TE10MK-0848B）

## 2TE10U形（2ТЭ10У）

### 概要
老朽化が進んだTE3形の置き換えおよび2TE10M形からの近代化を目的に製造された形式。車体は2TE10M形と同一だがディーゼルエンジンがエネルギー効率を高めた10D100M2（10Д100М2）に変更され、主発電機も電子式励磁制御システムを使用する事で牽引力や安定性を高めた。

### 発展・改造形式
2TE10U形を基にした発展形式および2TE10U形から改造された形式には以下のものが存在する。
- 3TE10U形（3ТЭ10У） - 3車体連結式の形式[1]。
- 2TE10UT形（2ТЭ10УТ） - 貨客両用の形式。客車列車牽引に合わせて電空併用ブレーキが搭載されている他、設計最高速度が120 km/hに向上している。
- 2TE10UK形（2ТЭ10УК） - 信頼性を確保するため、エンジンをコロムナ機関車工場製の1A-9DG（1А-9ДГ）に交換した形式[24]。

### ギャラリー

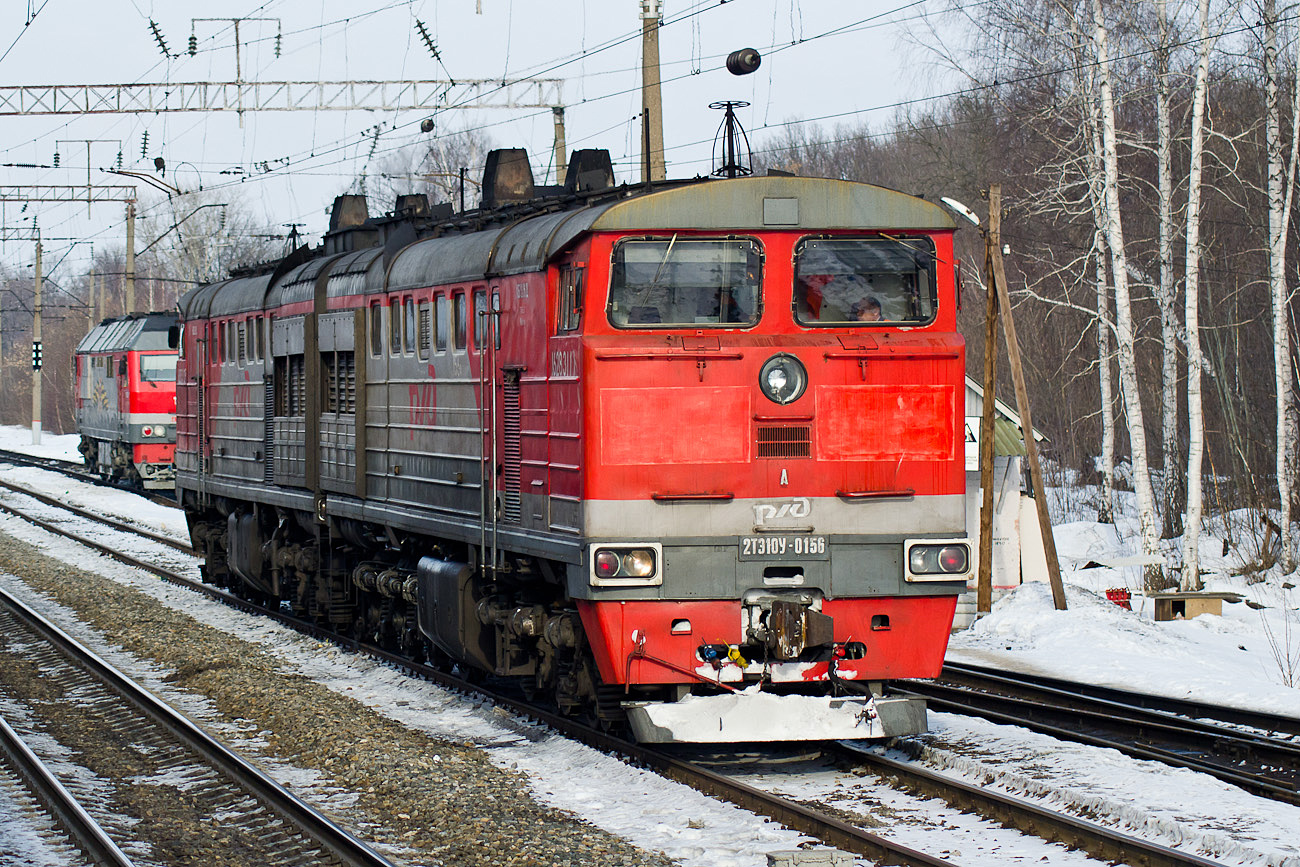
2TE10U-0156（ロシア鉄道）
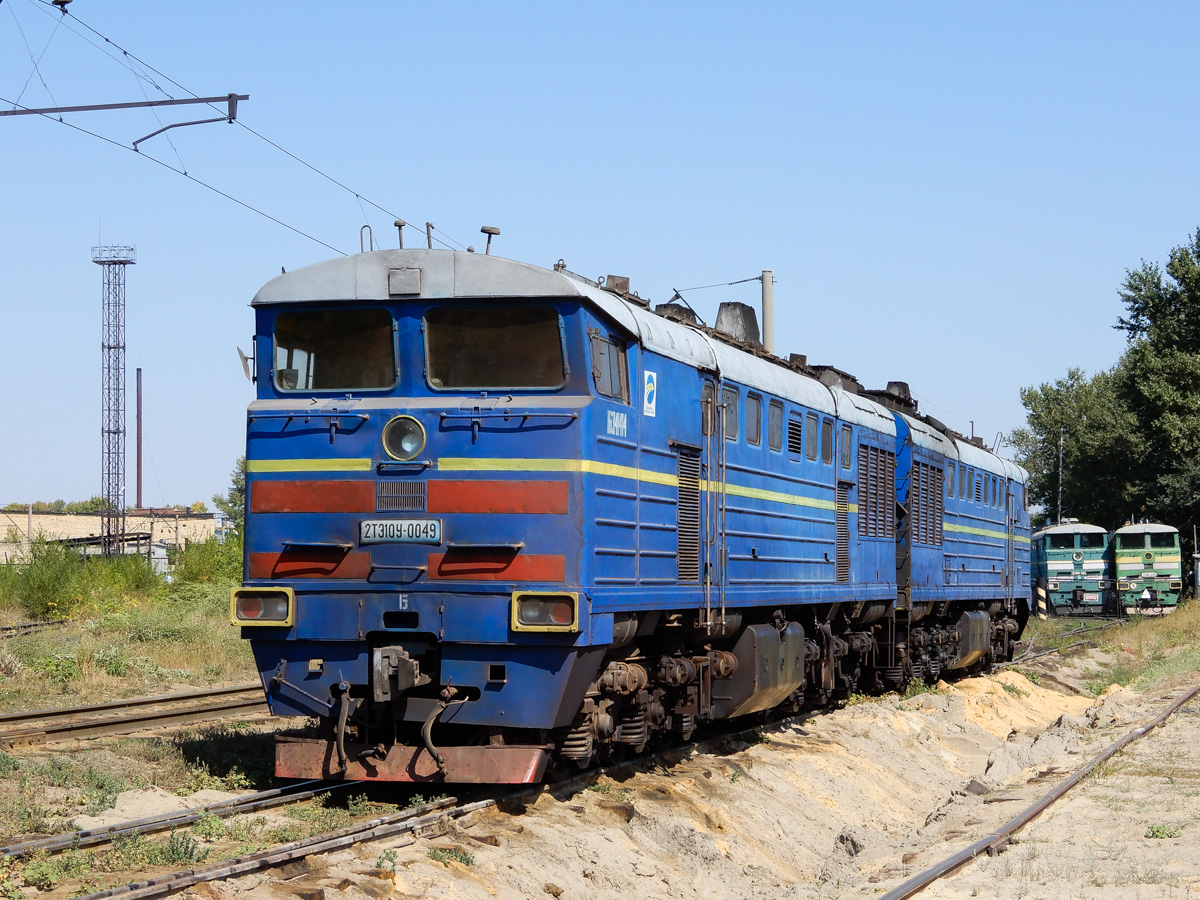
2TE10U-0049（カザフスタン鉄道）
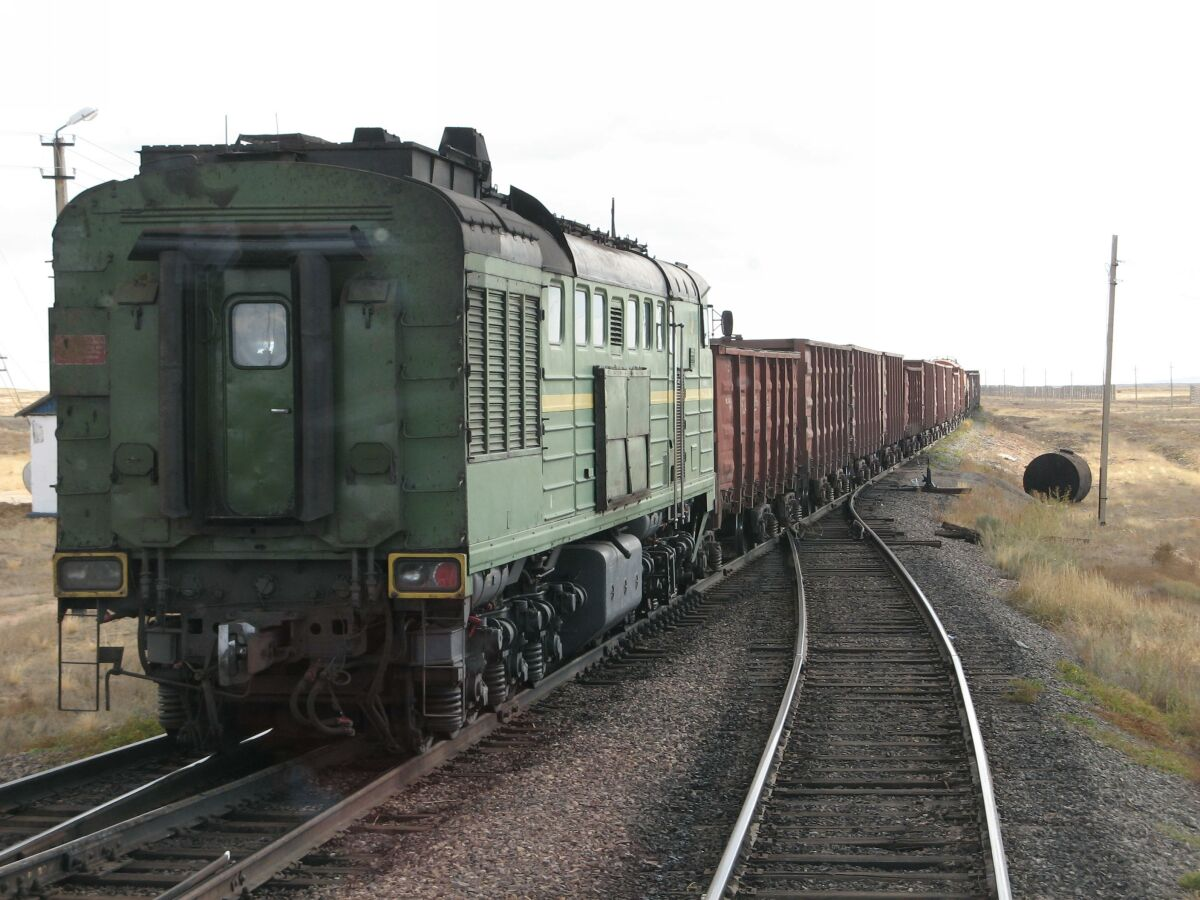
2TE10U-0056 連結面を先頭にして貨物列車を牽引する
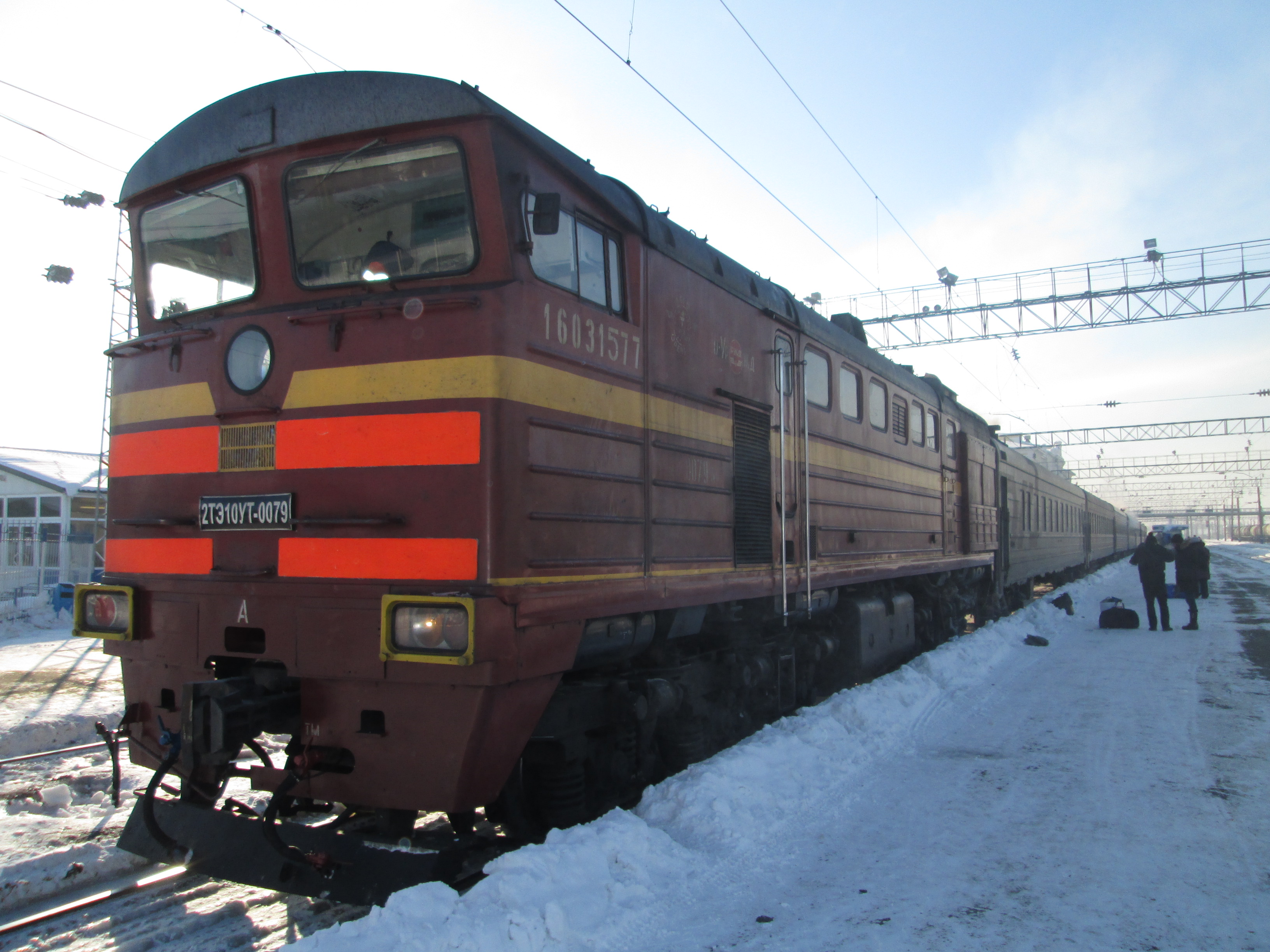
2TE10UT-0079 単機で客車列車を牽引する
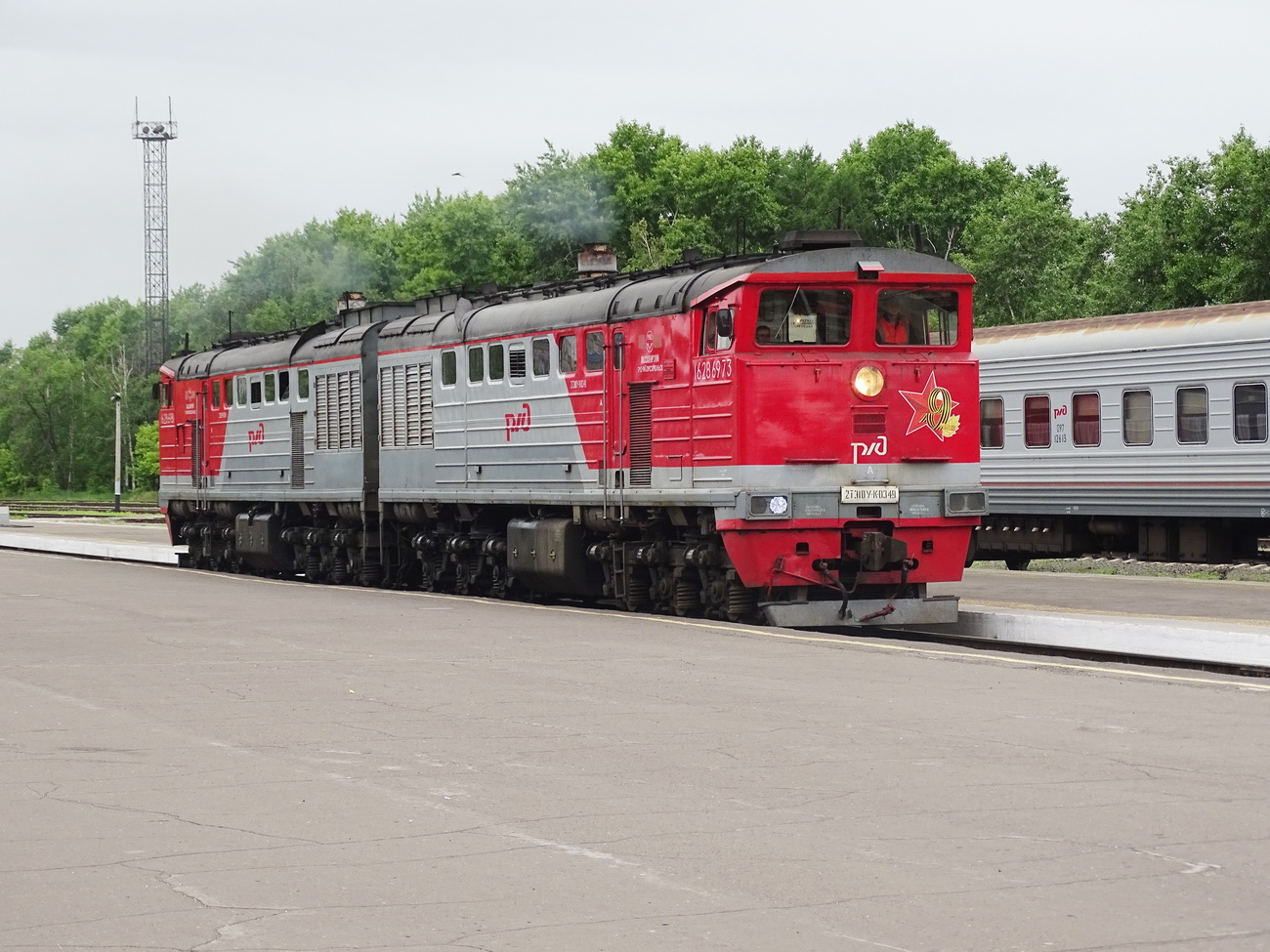
2TE10UK-0349（ロシア鉄道）

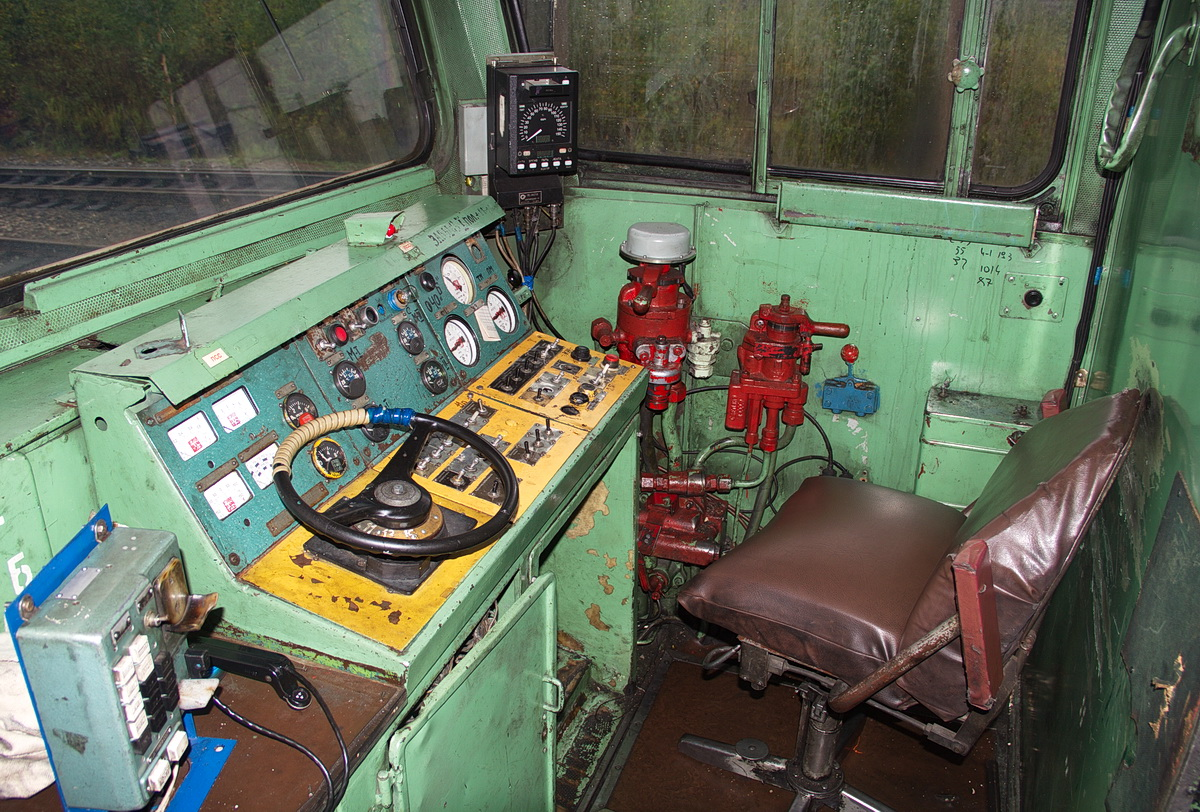
運転台（2TE10U-0040）
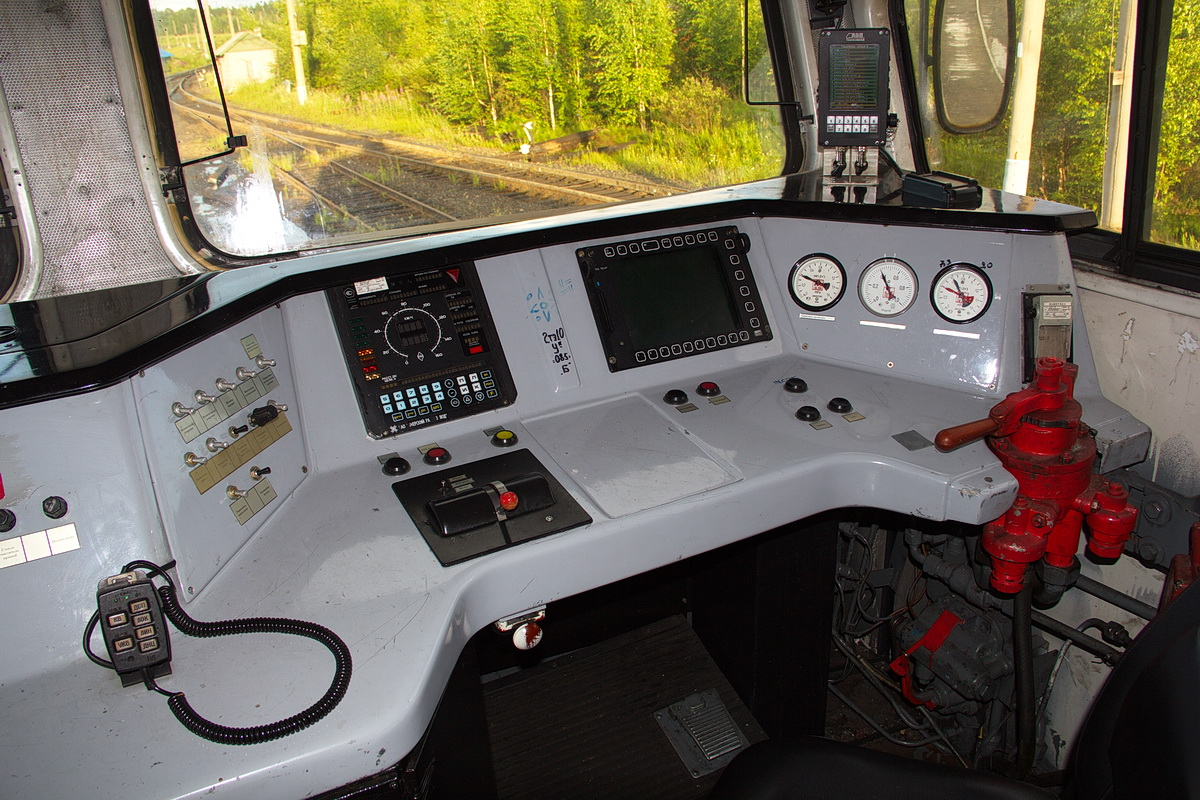
運転台（2TE10UK-0085）
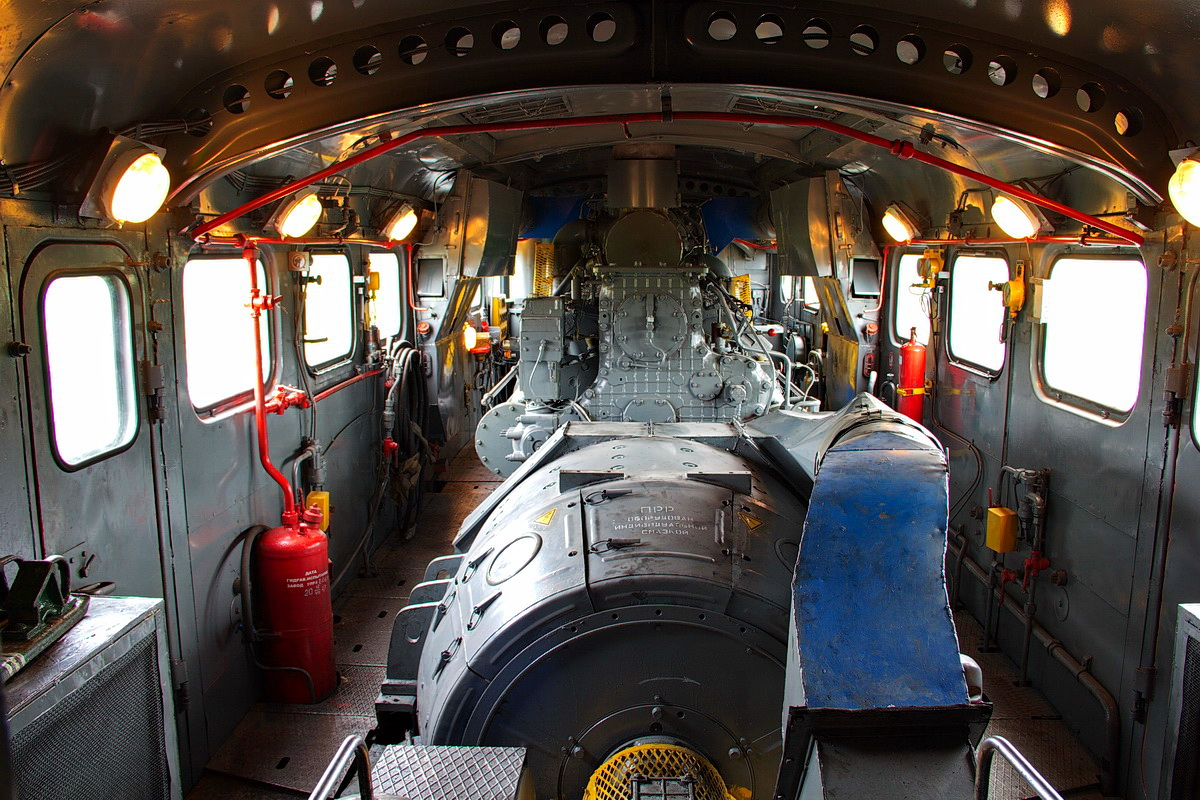
エンジンルーム（2TE10U-0073）
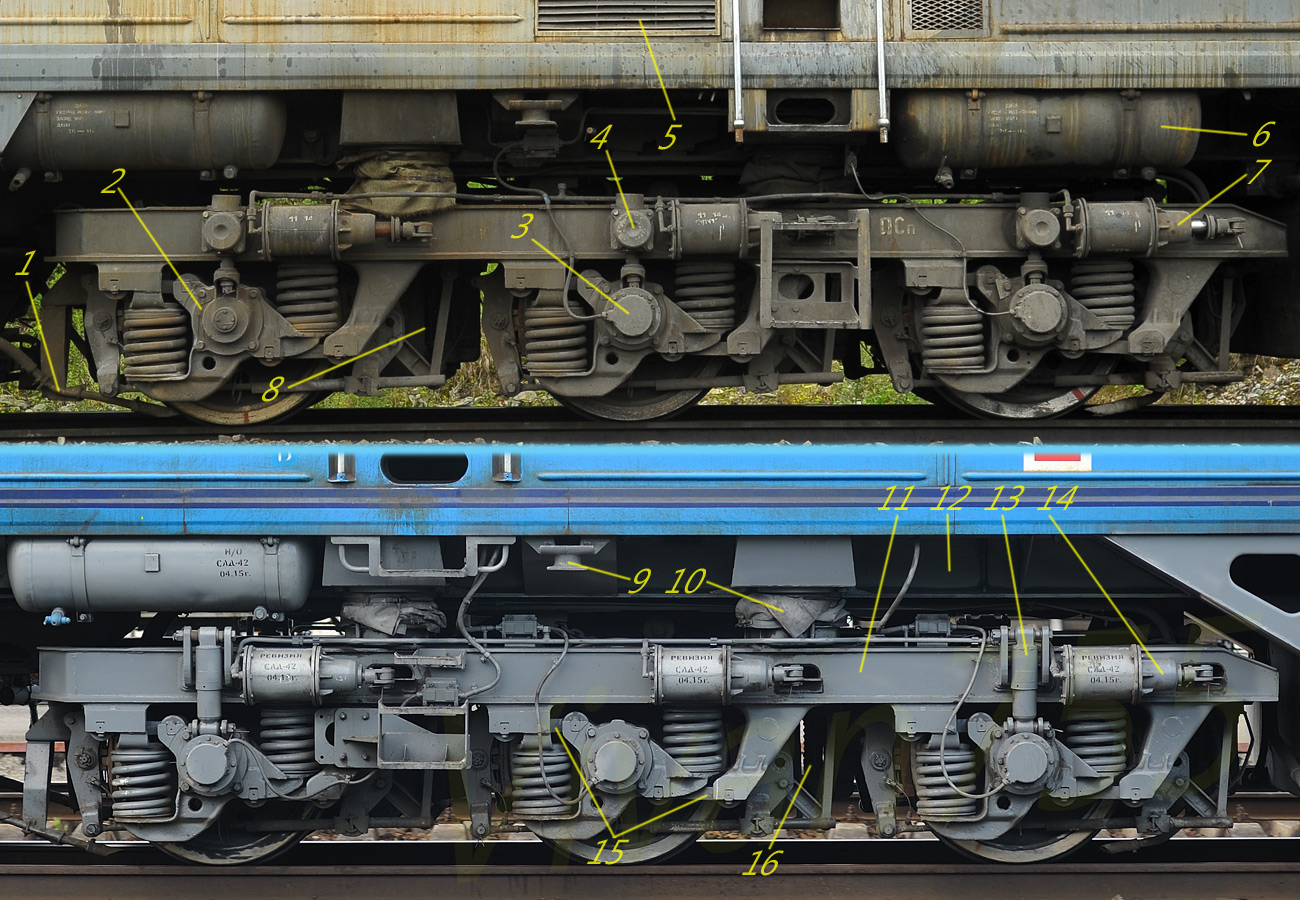
台車